# Le Pré-Saint-Gervais
Pour les articles homonymes, voir Pré (homonymie).
Cet article concerne la commune. Pour la station de métro, voir Pré-Saint-Gervais (métro de Paris).
Le Pré-Saint-Gervais () est une commune française située dans le département de la Seine-Saint-Denis, en région Île-de-France. Elle fait partie de la première couronne de l'agglomération parisienne. C'est la commune la plus proche du centre de Paris, distante de seulement 5 km.
Ses habitants, appelés les Gervaisiens, l'appellent « le Pré ». Édifié sur une prairie au pied du plateau de Romainville — soit la butte-témoin de Romainville qui est la prolongation des Buttes-Chaumont parisiennes. Le Pré-Saint-Gervais est réputée dès le Moyen Âge pour ses sources abondantes.
Devenue commune en 1793, Le Pré-Saint-Gervais, terre agricole et de villégiature, s'est totalement transformée au cours des XIXe et XXe siècles pour devenir la banlieue ouvrière très densément peuplée et la ville telle que nous la connaissons aujourd'hui, conservant dans certains quartiers ce charme d'antan avec ses sentes et ses regards.
Le Pré-Saint-Gervais est située sur un territoire de 70 hectares de superficie qu'elle a conquise en se rendant autonome de la ville de Pantin voisine, elle est la plus petite commune de Seine-Saint-Denis tout en étant située au cœur de la plus grande agglomération d'Europe et limitrophe de Paris.

## Géographie
La ville est située à la rencontre des portes de Paris à l'ouest, de la plaine de l'Ourcq au nord et du plateau de Romainville au sud.

### Localisation

Localisation du Pré-Saint-Gervais en région parisienne.

La commune du Pré Saint-Gervais est située en première couronne de l'agglomération parisienne, au nord-est de Paris, et au sud du département de la Seine-Saint-Denis. Elle est limitrophe au sud et à l'ouest de Paris, au nord et au nord-est de Pantin, et à l'est et au sud des Lilas. La commune est édifiée sur le flanc nord de la colline de Belleville.
Le Pré Saint-Gervais est, en superficie, la plus petite commune du département de la Seine-Saint-Denis, avec seulement 70 hectares. C'est d'autre part la commune de Seine-Saint-Denis avec la plus forte densité, et l'une les plus densément peuplées de France avec plus de 25 000 habitants au km². Elle est ainsi la dixième ville la plus densément peuplée du monde[réf. nécessaire]. Cependant, on observe récemment une légère décroissance de la population. Entre 2013 et 2019, le nombre d'habitants a baissé de 3,1 %.
La commune est longée par le boulevard périphérique de Paris et desservie par les sorties porte du Pré Saint-Gervais (sortie chaussée intérieure), porte des Lilas ou encore porte de Pantin.
De plus, la porte Chaumont lie Paris au Pré-Saint-Gervais mais sans accès au périphérique.
De même, le passage Brunet permet les accès piétons sous le périphérique au niveau de la porte Brunet.

### Communes limitrophes
La commune est bornée :
- au nord, par Pantin ;
- au sud, par Les Lilas ;
- à l'est, par Pantin et Les Lilas ;
- à l'ouest, par Paris.

| Pantin Paris (19ème) | Pantin                   | Pantin              |
| Paris (19ème)        | Pré-Saint-Gervais        | Pantin et Les Lilas |
| Paris (19ème)        | Les Lilas, Paris (20ème) | Les Lilas           |

La jonction la plus naturelle entre Le Pré-Saint-Gervais et Paris passe par le parc de la Butte-du-Chapeau-Rouge. Autrefois, la butte du Chapeau-Rouge constituait une parcelle de la plaine du Pré-Saint-Gervais, animée d’une guinguette du Pré-Saint-Gervais, qui lui a laissé son nom[réf. nécessaire].
À partir de ce parc, situé dans le quartier d'Amérique du 19e arrondissement de Paris, près du Boulevard périphérique de Paris ; une première possibilité d'accès à la ville est de suivre la pente naturelle du jardin, et de longer la fontaine monumentale surmontée d'une statue, Ève, de Raymond Couvègnes (1938), jusqu'à atteindre le passage Brunet, de traverser sous le périphérique, et de rejoindre l'avenue principale du Pré-Saint-Gervais (mairie, église, principaux commerces), l'avenue André-Joineau en empruntant la rue Émile-Augier ; la seconde est de suivre une perpendiculaire à cette pente et de rejoindre l'avenue André-Joineau en passant par la Porte du Pré-Saint-Gervais.
Le parc, situé plus haut que la plaine du Pré-Saint-Gervais, offre un point de vue sur la ville.

### Géologie et relief
La superficie de la commune est de 70 hectares ; l'altitude varie entre 57 et 114 mètres. Elle possède des roches volcaniques et plutoniques datant du Néogène et du Paléogène. Les roches présentes sont souvent, de l'argile, de la gypse, du calcaire et de la marne[réf. nécessaire].
Le Pré-Saint-Gervais est édifié sur une prairie au pied du plateau de Romainville  — soit la « butte-témoin » de Romainville  qui prolonge les Buttes-Chaumont parisiennes. Il s'agit d'un massif gypseux formé de marnes et d’argiles constituant une butte témoin. La partie occidentale du plateau est souvent désignée comme la butte ou colline de Belleville et de Ménilmontant, et dépasse les 128 mètres[réf. nécessaire].
Le plateau culmine a des altitudes différentes selon les communes — 114 mètres au Pré-Saint-Gervais.
Le relief de la ville va influencer son hydrographie, tandis que la présence de gypse va inciter à l'exploitation de carrières dans la commune du Pré-Saint-Gervais.

#### Les anciennes carrières
La ville a été le siège de plusieurs carrières :
Au cours du XIXe siècle les villes de Pantin, les Lilas, et le Pré Saint-Gervais ont été des zones d'exploitation de carrières, essentiellement d'extraction de gypse pour la production de plâtre.
- Sous la cité-jardin[3].
- Sous la Cité de Auteurs, le long du mur du cimetière de Pantin[4].

### Hydrographie
La commune du Pré-Saint-Gervais n'est traversée par aucun cours d'eau.
Toutefois, le sol sablonneux des collines de Romainville et du Pré-Saint-Gervais recouvre une couche impénétrable de glaise imperméable à leau sur laquelle glissent les eaux de ruissellement et de pluie. Celles-ci suintaient à certains endroits. Les Parisiens ont depuis longtemps songé à tirer parti, pour leur consommation, de ces sources.

#### Les sources du nord au Moyen Âge
Sur les collines du nord-est de Paris, à savoir, à l'ouest du plateau de Romainville, sur les hauteurs de Belleville, de Ménilmontant et du Pré-Saint-Gervais, des sources, désignées comme les « sources du Nord » alimentent la rue de Ménilmontant et sont, dès le Moyen Âge (à partir du XIIe siècle) captées pour alimenter Paris en eau potable.
Au cours du XIIe siècle se construisent ce qu'on appelle les « sources du Nord » : un réseau d'aqueducs destiné à dériver l'eau captée sur les collines du nord-est de Paris, où sont actuellement situés les quartiers de Belleville et de Ménilmontant ainsi que les villes du Pré-Saint-Gervais et des Lilas (93).
Ces « sources du Nord », font référence aussi bien aux eaux du Pré-Saint-Gervais qu'aux eaux de Belleville. Il s'agit d'un ensemble d'aménagements hydrauliques qui, dès le Moyen Âge, permit de drainer l'eau des hauteurs de Belleville et du Pré-Saint-Gervais vers Paris. Ces captages médiévaux aujourd'hui périmés ont alimenté fontaines publiques et abbayes pendant des siècles et constitué un moyen précieux d'alimentation en eau des Parisiens.
Les sources d'eau situées sur les collines de Belleville, de Ménilmontant et du Pré-Saint-Gervais (situées entre 100 et 130 m au-dessus du reste de la ville) sont connues depuis les Romains et captées par eux dès le IIe siècle, avec des drains de pierre enterrés. Ces canalisations ont disparu lors des invasions barbares[réf. nécessaire].
Ensuite, l'histoire des « sources du Nord » se comprend dans le cadre des besoins nécessaires en eaux potable de la ville de Paris. À l'époque de la Lutèce gauloise, alors que Paris se réduit aux habitants des deux iles, l'île Saint-Louis et l'île de la Cité, les Parisiens puisent leur eaux dans la Seine. Le tout premier aqueduc est édifié par les Romains aux alentours du Ier siècle. pour alimenter en eau des thermes, situés dans le bas de la rue Saint-Jacques, à la place de l'actuel Collège de France.
Ensuite, l'aqueduc de Belleville est construit au XIe siècle, et l'aqueduc du Pré-Saint-Gervais au XIIe siècle. Ces deux réseaux forment le réseau quasi originel de la ville de Paris et Belleville devient en quelque sorte le château d'eau de la capitale[réf. nécessaire].
Les « sources du Nord » sont alors constituées de deux réseaux hydrauliques distincts ; les eaux de Belleville, sur le versant sud des collines, et les eaux du Pré-Saint-Gervais, sur le versant nord[réf. nécessaire].
Les abbayes parisiennes, qui y possédaient des terres (prieuré de Saint-Lazare, abbaye de Saint-Martin des Champs, commanderie du Temple, etc. organisent très tôt un réseau compliqué d'aqueducs afin de capter ces eaux à leur usage. À cette époque, l'approvisionnement en eau de Paris est essentiellement assuré par la Seine et quelques puits privés souvent peu salubres.
Ces sources du Nord sont alors constituées :
- des « eaux de Belleville » qui étaient exploitées par les religieux de l'abbaye de Saint-Martin-des-Champs et par les Templiers. Cet aqueduc acheminait l'eau du versant sud des collines vers des lieux situés à l'est de l'actuel boulevard Sébastopol ;
- des « eaux du Pré-Saint-Gervais », un ensemble d'aménagements hydrauliques situés à Paris et au Pré-Saint-Gervais, qui dérivaient les eaux du versant nord des collines du Pré-Saint-Gervais, et desservaient les quartiers en contrebas, situés à l'ouest de l'actuel boulevard Sébastopol. L'aqueduc fut mis en service vers 1178 par les hospitaliers de Saint-Lazare[5].

Les zones de captage des eaux, puis de distribution, sont repérables par des « regards », petits bâtiments destinés à protéger les sources. Ce sont les derniers vestiges conservés de ces travaux. Ces ouvrages d'art sont depuis classés Monuments Historiques.
Ces « sources du Nord » ont eu une importance considérable dans le développement du Pré-Saint-Gervais.
L'urbanisation et l'assainissement a effacé presque toutes les traces du réseau des sources du Nord au cours du XXe siècle. Seule la toponymie, et des regards rendent encore compte de ce réseau hydrographique oublié.

### Climat
Pour des articles plus généraux, voir Climat de l'Île-de-France et Climat de la Seine-Saint-Denis.
En 2010, le climat de la commune est de type climat océanique dégradé des plaines du Centre et du Nord, selon une étude du CNRS s'appuyant sur une série de données couvrant la période 1971-2000. En 2020, Météo-France publie une typologie des climats de la France métropolitaine dans laquelle la commune est exposée à un climat océanique altéré et est dans la région climatique Sud-ouest du bassin Parisien, caractérisée par une faible pluviométrie, notamment au printemps (120 à 150 mm) et un hiver froid (3,5 °C).
Pour la période 1971-2000, la température annuelle moyenne est de 12,5 °C, avec une amplitude thermique annuelle de 15,3 °C. Le cumul annuel moyen de précipitations est de 639 mm, avec 10,3 jours de précipitations en janvier et 7,6 jours en juillet. Pour la période 1991-2020, la température moyenne annuelle observée par la station météorologique la plus proche, située à Paris à 5 km à vol d'oiseau, est de 13,3 °C et le cumul annuel moyen de précipitations est de 667,4 mm,. Pour l'avenir, les paramètres climatiques de la commune estimés pour 2050 selon différents scénarios d'émission de gaz à effet de serre sont consultables sur un site dédié publié par Météo-France en novembre 2022.
| Mois                                  | jan.             | fév.             | mars          | avril         | mai            | juin           | jui.           | août           | sep.          | oct.          | nov.            | déc.            | année      |
| ------------------------------------- | ---------------- | ---------------- | ------------- | ------------- | -------------- | -------------- | -------------- | -------------- | ------------- | ------------- | --------------- | --------------- | ---------- |
| Température minimale moyenne (°C)     | 3,4              | 3,5              | 5,6           | 7,8           | 11             | 14,1           | 16             | 15,8           | 12,7          | 9,9           | 6,4             | 4               | 9,2        |
| Température moyenne (°C)              | 5,8              | 6,6              | 9,6           | 12,7          | 16             | 19,1           | 21,3           | 21,2           | 17,7          | 13,7          | 9,1             | 6,2             | 13,3       |
| Température maximale moyenne (°C)     | 8,2              | 9,7              | 13,7          | 17,5          | 21             | 24,1           | 26,5           | 26,5           | 22,7          | 17,5          | 11,8            | 8,5             | 17,3       |
| Record de froid (°C) date du record   | −13,8 17.01.1985 | −11,6 07.02.1991 | −6,2 13.03.13 | −2 12.04.1986 | 2,3 07.05.1997 | 6,1 30.06.1981 | 8,7 19.07.1986 | 8,6 27.08.1985 | 5 30.09.18    | −1 28.10.03   | −6,3 23.11.1998 | −8 29.12.1996   | −13,8 1985 |
| Record de chaleur (°C) date du record | 17,5 27.01.03    | 22,9 27.02.19    | 27,3 31.03.21 | 31,5 20.04.18 | 36 27.05.05    | 37,6 27.06.11  | 41,9 25.07.19  | 40,2 07.08.03  | 36,5 08.09.23 | 30,7 01.10.11 | 22,5 07.11.15   | 17,5 16.12.1989 | 41,9 2019  |
| Précipitations (mm)                   | 50,9             | 44,9             | 46,1          | 49,2          | 75,1           | 54,8           | 57,1           | 59,3           | 49            | 56,7          | 57,6            | 66,7            | 667,4      |

## Urbanisme

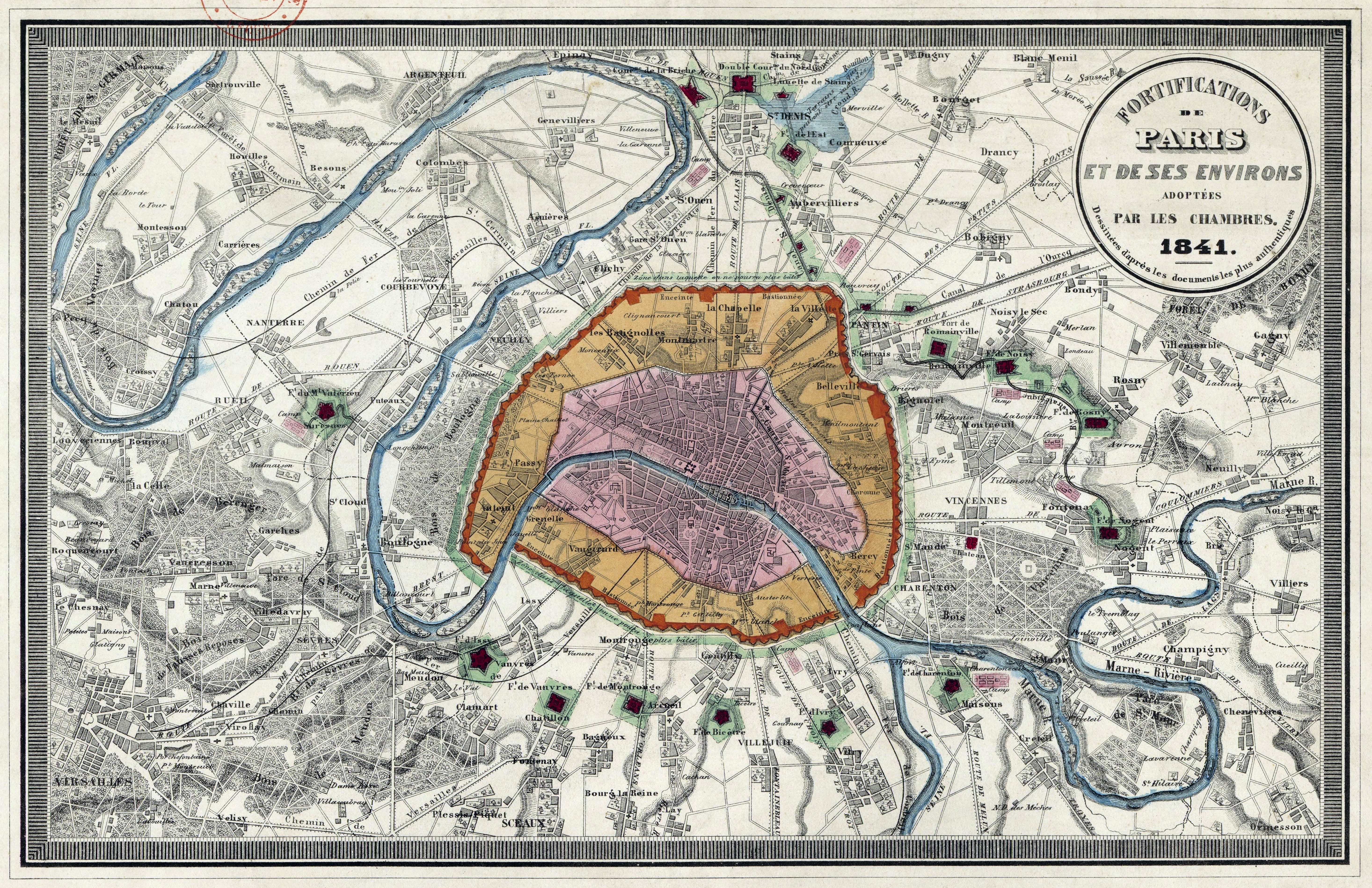
Plan des fortifications de Paris en 1841, montrant la situation du Pré-Saint-Gervais.

Le Pré-Saint-Gervais, terre agricole et de villégiature, s'est totalement transformée au cours des XIXe et XXe siècles pour devenir une ville de banlieue ouvrière très peuplée.
Son territoire se trouve dans l'ancienne Zone des fortifications de Paris qui ont défendu la capitale du milieu du XIXe siècle à l'entre-deux-guerres, c'est-à-dire la zone non ædificandi. Cette locution latine désigne une servitude qui interdit toute construction sur une zone dénommée.
À partir de 1923, la Zone[réf. nécessaire] décrit une bande de terrains vagues qui s'est constituée tout autour de Paris près de l'emplacement des anciennes « fortifs' » et qu'occupa, au début du XXe siècle, une population très pauvre. Elle prend alors le sens de « quartier pauvre » occupée par des habitations de fortune. En argot, elle caractérise extensivement la banlieue elle-même décrite (péjoratif) comme un environnement urbain en désordre « C'est la zone Pour autant zoner, activité attribuée aux gens de la zone c'est, en argot, flâner en ville.

### Typologie
Au 1er janvier 2024, Le Pré-Saint-Gervais est catégorisée grand centre urbain, selon la nouvelle grille communale de densité à sept niveaux définie par l'Insee en 2022.
Elle appartient à l'unité urbaine de Paris, une agglomération inter-départementale regroupant 407  communes, dont elle est une commune de la banlieue,,. Par ailleurs la commune fait partie de l'aire d'attraction de Paris, dont elle est une commune du pôle principal,. Cette aire regroupe 1 929 communes,.

### Morphologie urbaine
L'urbanisation au Pré Saint-Gervais se traduit par des formes très diversifiées. Dans la moitié Nord, un tissu urbain qui se compose d'un bâti diversifié et très imbriqué — la maison côtoie l'atelier — tandis que le Sud se caractérise par des formes bâties contrastées.

#### Immeubles de grande hauteur
La commune du Pré Saint-Gervais compte un certain nombre de gratte-ciel, mais leur nombre et leur taille reste très faible par rapport à l'ensemble des gratte-ciel de grande hauteur à travers le monde. À ce titre, selon la législation française, les immeubles de grande hauteur se recensent à partir de 28 m.
- Tour 2 de la Résidence Les Marronniers 1985 19 étages 65 m ;
- Résidence Babylone 1980 16 étages 51 m ;
- Tour de la Résidence Gabriel-Péri 1985 16 étages 51 m.

#### Quartiers
La commune du Pré Saint-Gervais comprend cinq quartiers : le Belvédère, le Centre-Ville, Jean-Jaurès, Gabriel-Péri et Rabelais/7Arpents[réf. nécessaire].
On distingue :
- Le quartier du centre-ville : 
Situé à la porte du Pré Saint-Gervais non loin de l'hôpital parisien Robert-Debré, ce vieux quartier est bordé par le boulevard périphérique à l'ouest, et se confond parfois avec le quartier du Belvédère, qui le domine de la colline de Belleville. La place Anatole-France, avec sa mairie à l'architecture du XIXe siècle, son marché, son collège, sa fontaine ancienne et la rue commerçante André-Joineau, la maison des associations et ses nombreux commerces, a conservé tout le charme d'un vieux quartier de Belleville. Limites. — Le quartier jouxte les petites rues aux villas anciennes du quartier du Belvédère ainsi que l'église de la Sainte-Famille et la rue du 14-Juillet.
Micro-quartier. — En plein cœur de son centre-ville, La Villa du Pré-Saint-Gervais, ensemble de rues privées ouvertes au passage du public, réserve une surprise de taille : véritable poumon vert au sein de la cité, la Villa du Pré-Saint-Gervais est composée de rues et ruelles étroites bordées d'arbres centenaires où cohabitent des maisons avec jardins. Ce micro-quartier est constitué d'un ensemble de rues composé de la Grande Avenue, l'avenue des Acacias, l'avenue des Marronniers, l'avenue de l'Aigle, l'avenue de Bellevue, l'avenue des Sycomores, l'avenue des Soupirs, l'avenue Beausoleil. La Villa du Pré-Saint-Gervais est gérée par l'ASA (association syndicale autorisée) Villa du Pré-Saint-Gervais financée par une taxe syndicale votée par le conseil syndical et payée par les propriétaires.
- Le quartier du Belvédère : 
Il longe le boulevard périphérique à partir de la porte des Lilas. Un secteur sur le territoire de Paris qui lui est contigu est actuellement en cours de travaux (bureaux et jardins proches du périphérique)[Quand ?]. Ce quartier contient la résidence Babylone (un ensemble dominant la porte des Lilas), et plus bas les grandes tours Les Marronniers, puis une longue barre de treize étages construite par Seine-Saint-Denis Habitat. Ce quartier dispose du Centre commercial Babylone incluant une grande surface Carrefour Market et d'autres commerces (salon de coiffure, téléphones, Babylone Scooter, etc.)[Quand ?]. En contrebas, on y trouve également les vieux quartiers bourgeois de la ville, avec ses villas cossues et ses petites avenues pavées, bordées d'arbres centenaires.
- Le quartier Jean-Jaurès : 
Situé au sud de la ville en limite des Lilas, ce quartier monte de la cité Gabriel-Péri jusqu'à la porte des Lilas.
Il est le plus grand quartier HLM de la ville du Pré et contient la cité Jean-Jaurès ainsi que la cité-jardin Henri-Sellier, un ensemble de petits bâtiments de 1933 en brique rouge (du R+3 au R+5) de 1 256 logements conçue par Félix Dumail (1883-1953).
La cité Jean-Jaurès est composée de 9 tours (de R+8 à R+10) construites dans les années 1960-1970 sur la colline de Belleville. Elle contient 336 logements qui s'ajoutent aux 1 256 des deux autres cités du quartier. Ce grand ensemble totalise 2 200 logements pour 9 000 habitants environ dans le quartier le plus défavorisé de la ville. Mal reliée au centre-ville, mais bien desservie en transports en commun par les bus RATP 170 et 61. La cité-jardin Henri-Sellier contient quelques boutiques. En particulier, dans ce quartier, sur le place Séverine, sont installées de petites boutiques d'artisanat constituant un premier pôle d'artisanat dans la ville. D'autres boutiques d'artisanat sont par ailleurs disséminées rue de Stalingrad et rue Danton.
- Le quartier Gabriel-Péri : 
Situé au nord-est de la ville, il est limitrophe de la ville de Pantin et longe le cimetière communal du Pré-Saint-Gervais. Plusieurs routes mènent au centre-ville, et à Paris par l'avenue Jean-Jaurès. Ce quartier est desservi par les transports en commun avec le bus 61 ou encore la ligne 5 du métro à Hoche. Il compte aussi la cité Gabriel-Péri, une HLM construite par l'OPHLM 93, qui compte plusieurs bâtiments en R+4 ainsi qu'une Tour en R+7 et R+15
- Le quartier Rabelais et sept Arpents, cité Rabelais : 
Située au nord-ouest de la commune à la limite entre la porte Chaumont Paris, la porte de Pantin et le quartier Hoche de Pantin, ce quartier est desservi par le bus 170 et la station de métro Hoche. Il n'est pas très éloigné du tramway t3b. Traversé du nord au sud par l'ancienne Grande Rue (rue André-Joineau) prolongée par la rue du Pré-Saint-Gervais à Pantin, c'est avec le centre-ville le quartier le plus vivant. Il est proche du centre commercial Verpantin, de boutiques et du marché sur la RN 3.
Les vieux ateliers (Guitel) et les immeubles faubourg de style 1900 en font un exemple intéressent d’urbanisme notamment sur la rue du 14 juillet 1789 et la place de l'église. La cité Rabelais sept Arpents s'étend sur trois communes (Le Pré, Pantin et Paris 19e).

#### Squares
La ville du Pré Saint-Gervais dispose de six squares, qui se répartissent sur le territoire communal. Ils sont plutôt de petite taille, allant de 600 m2 à 3 000 m2. Cela s'explique par le manque d'espace disponible le territoire d'une si petite commune, si densément peuplé.
- le « square Allende » ;
- le « square Edmond-Pépin » ;
- le « square Feidherbe » ;
- le « square Henri-Sellier » ;
- le « square Jean-Moulin ».
- le « square Lucienne-Noublanche » ;

Du fait de la très petite taille de la ville, ses habitants peuvent profiter des parcs et des squares des communes voisines qui sont facilement accessibles.

### Habitat et logement
En 2018, le nombre total de logements dans la commune était de 8 901, alors qu'il était de 8 680 en 2013 et de 8 642 en 2008.
Parmi ces logements, 92,2 % étaient des résidences principales, 1,6 % des résidences secondaires et 6,3 % des logements vacants. Ces logements étaient pour 8,3 % d'entre eux des maisons individuelles et pour 89,4 % des appartements.
Le tableau ci-dessous présente la typologie des logements au Le Pré-Saint-Gervais en 2018 en comparaison avec celle de la Seine-Saint-Denis et de la France entière. Une caractéristique marquante du parc de logements est ainsi une proportion de résidences secondaires et logements occasionnels (1,6 %) supérieure à celle du département (1,1 %) et à celle de la France entière (9,7 %). Concernant le statut d'occupation de ces logements, 27,5 % des habitants de la commune sont propriétaires de leur logement (27,4 % en 2013), contre 38,8 % pour la Seine-Saint-Denis et 57,5 pour la France entière.
| Typologie                                               | Le Pré-Saint-Gervais | Seine-Saint-Denis | France entière |
| ------------------------------------------------------- | -------------------- | ----------------- | -------------- |
| Résidences principales (en %)                           | 92,2                 | 93                | 82,1           |
| Résidences secondaires et logements occasionnels (en %) | 1,6                  | 1,1               | 9,7            |
| Logements vacants (en %)                                | 6,3                  | 5,9               | 8,2            |

La ville dispose, proportionnellement à sa taille, d'un parc important de logements sociaux, avec 3 258 logements HLM, soit 41,3 % de son parc de résidences principales. Ce nombre a légèrement baissé pendant la période 2008-2018, puisqu'il n'est plus que de 3 172 logements (38,7 %), mais continue à excéder très largement ses obligations légales issues de l'article 55 de la loi SRU de 2000.

### Voies de communication et transports

#### Voies de communication
La ville est desservie par le Boulevard périphérique de Paris et est proche de la route nationale 3, qui passe à une centaine de mètres de la limite nord de son territoire. Aucune voie départementale n'y passe.
Les principales voies et places de la ville sont :   
- rue André-Joineau : voie principale du Pré-Saint-Gervais (mairie, église, principaux commerces).
- avenue du Belvédère.
- rue Gabriel-Péri.
- place du Général-Leclerc.
- rue Honoré-d'Estienne-d'Orves.
- rue du Progrès.
- rue Jean-Baptiste-Sémanaz.
- rue des Sept-Arpents.
- Place du Général-Leclerc.

Au cours des diverses transformations de la ville aux XIXe et XXe siècles, les nombreuses sentes situées quartier du Belvédère ont peu à peu disparu[réf. nécessaire]. Aujourd’hui, dans ce quartier, il n’en reste que cinq : la sente des Marchais, des Lilas, du Clos-Lamotte, Geneste et du passage de la Mairie.

#### Transports en commun
Le Pré Saint-Gervais ne dispose d'aucune station de métro sur son territoire. Elle est parcourue par une ligne de bus municipale gratuite, le P'tit bus, six lignes du réseau de bus RATP, et, cinq stations de métro sont disposées à proximité de la commune du Pré-Saint-Gervais.
Plusieurs stations Vélib sont situées au cœur du Pré depuis juin 2009. D'autres stations sont disponibles à Pantin et aux Lilas, aisément accessibles pour les habitants.
- Métro : La ville est desservie par : 
  - Une station de métro de la 7 bis située à Paris dans le 19e arrondissement : Pré-Saint-Gervais (terminus de la ligne 7bis).
  - Deux stations de métro situées à Pantin, sur la 5 : Hoche ou Église de Pantin.
  - Deux stations de métro de la 11, l'une située dans la commune des Lilas, l'autre à Paris dans 20e arrondissement : Mairie des Lilas, ou Porte des Lilas (jonction de la 3 bis et de la ligne 11).
- Tramway : quatre stations de la ligne 3b du tramway d'Île-de-France sont proches du Pré-Saint-Gervais :
  - Une station située à la limite de Pantin et de l'arrondissement de Paris 19e : Porte de Pantin.
  - Deux stations situées à la limite du Pré-Saint-Gervais et du 19e arrondissement de Paris : Butte du Chapeau Rouge ou Hôpital Robert-Debré.
  - Une station située à la limite des Lilas, du Pré-Saint-Gervais et du 20e arrondissement de Paris : Porte des Lilas.

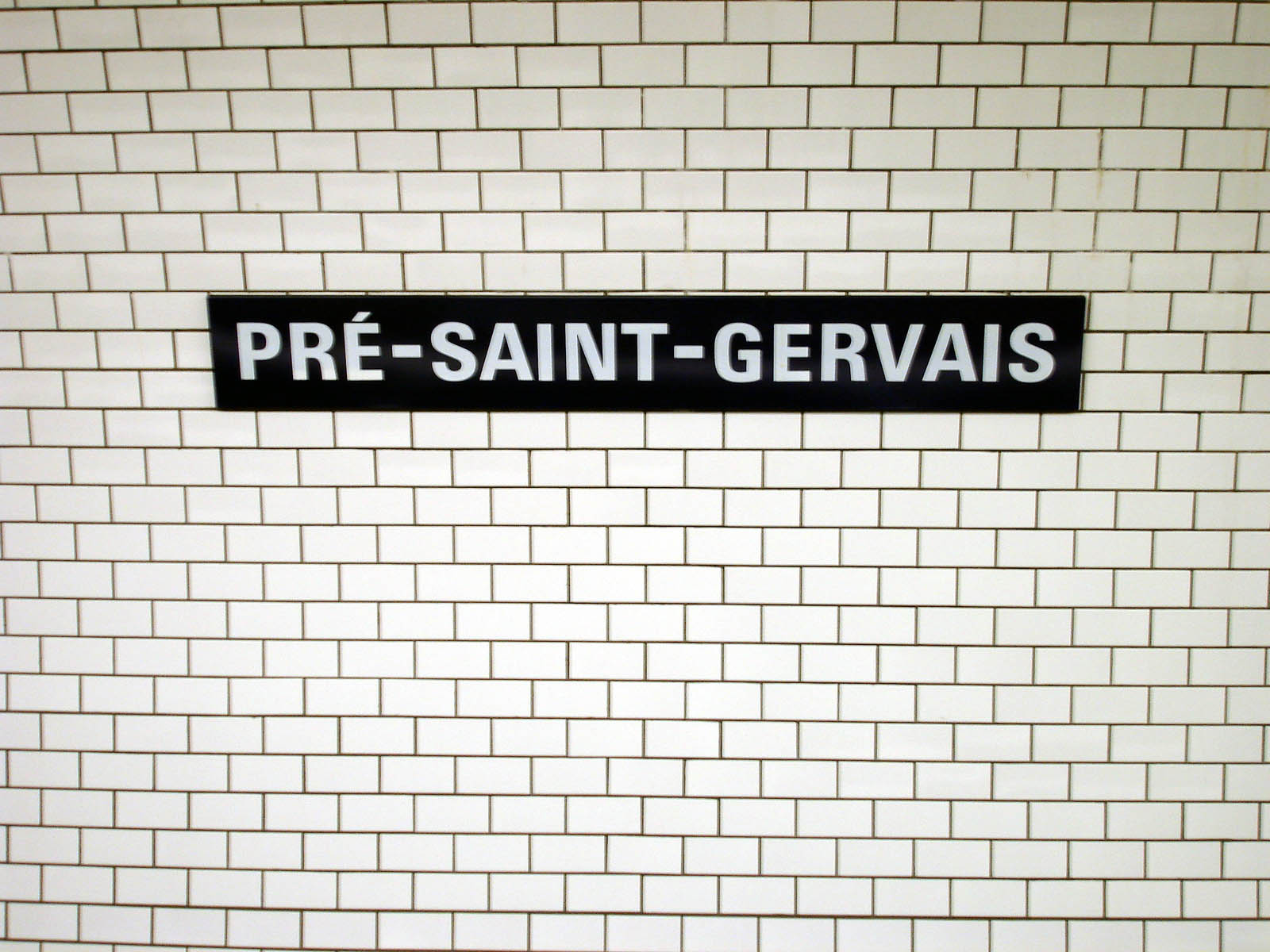
Plaque de la station Pré-Saint-Gervais du métro de Paris.
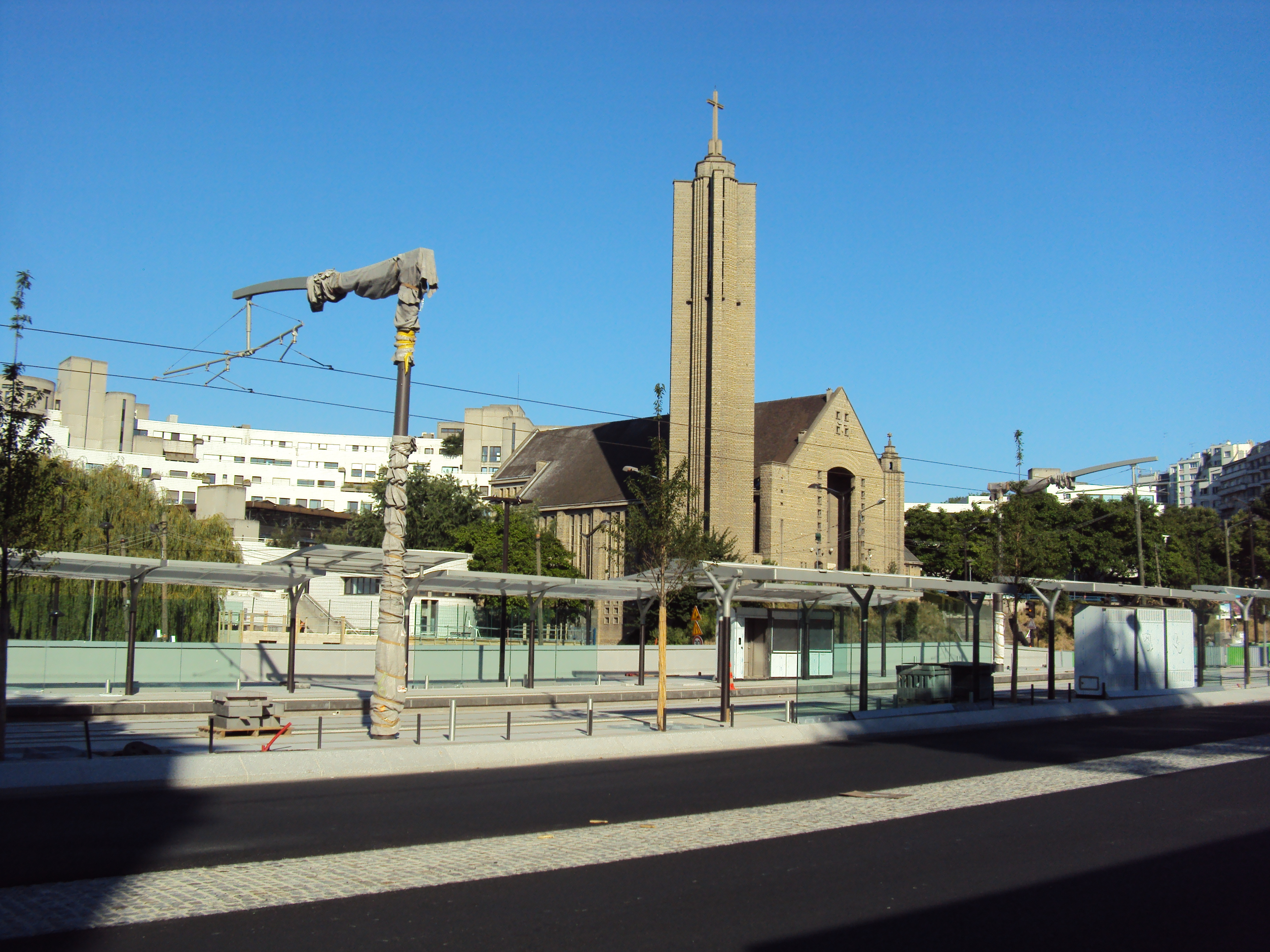
Station de tramway Hôpital Robert Debré.
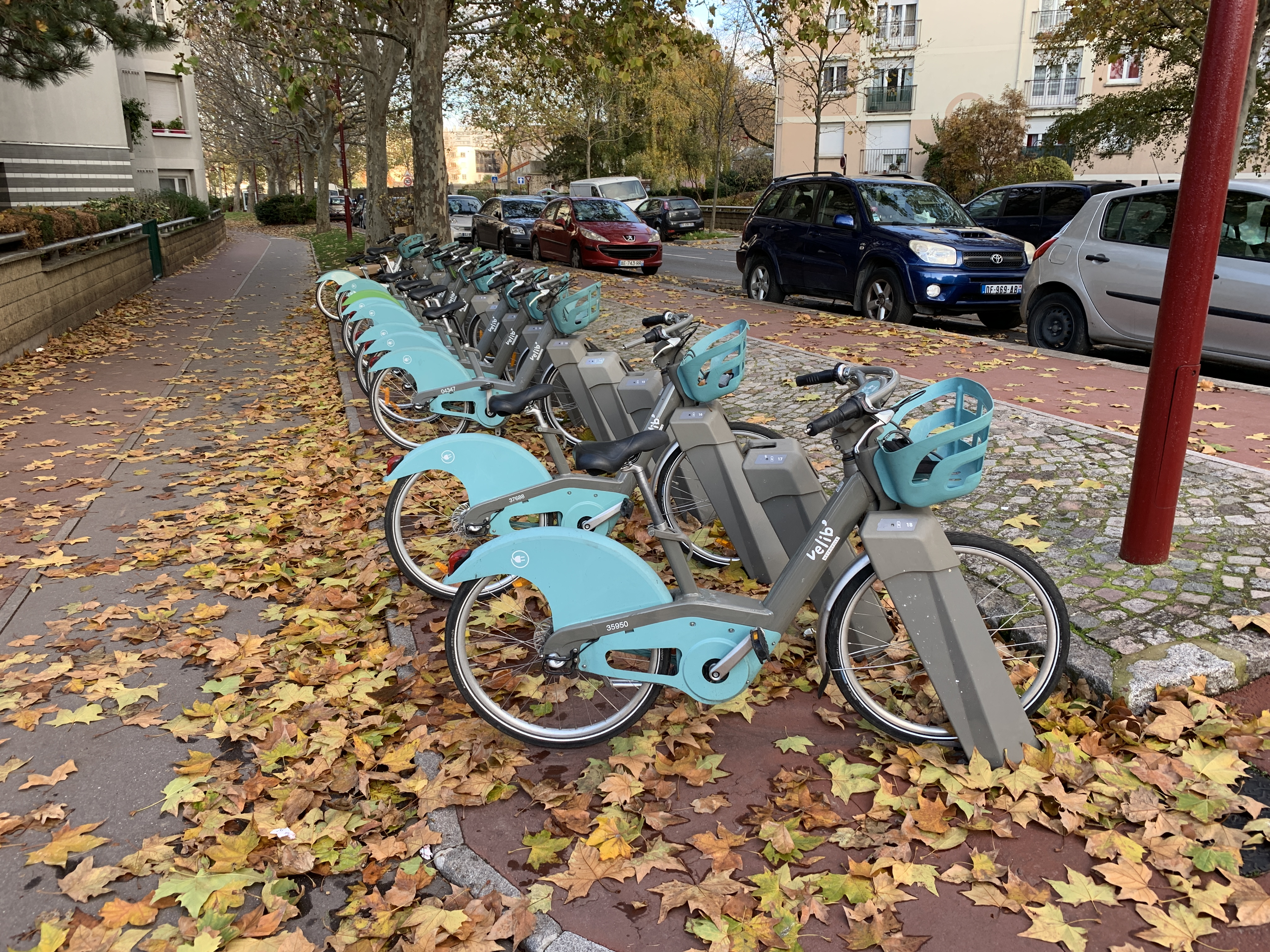
Station Gabriel Péri - Francisco Ferrer.

## Toponymie

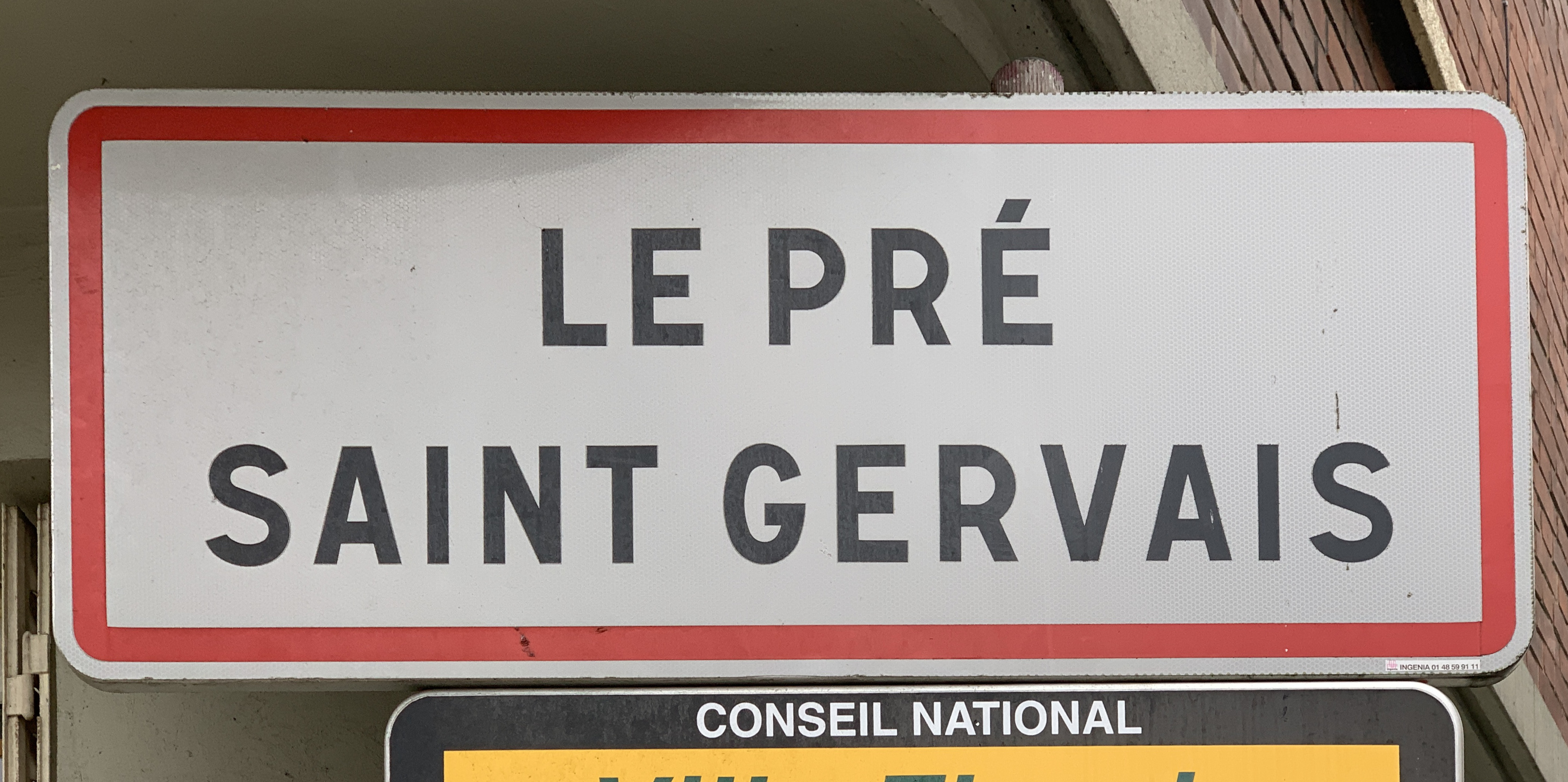
Panneau d'entrée dans la commune.

Au IXe siècle le Pré Saint-Gervais s'appelle encore Leudelincourt,.
La première mention du nom de « Pré Saint-Gervais » remonte à 1217 et provient du latin pratum, prairie, ainsi que de Gervasius, martyr et saint milanais dont une relique est offerte à l'église du lieu par l'abbaye de Saint-Denis.
Il existe en France un très grand nombre de localités nommées le Pré ; pour la plupart un surnom distinctif s'ajoute à ce vocable et c'est le cas pour cette commune du département de la Seine-Saint-Denis.
Le nom du lieu y est toujours orthographié au singulier : le Pré, ce qui prouve que la notation parfois employée les Prés, comme dans l'édition de 1876 du Dictionnaire des Postes, est fautive. La nomenclature adoptée par le ministère de l'Intérieur à la même époque n'admet elle que la forme : le Pré-Saint-Gervais.
C'est dans la plaine que se trouve la principale agglomération d'habitants, d'où le nom du lieu. Quant au surnom, Saint-Gervais, il est certainement dû au don par l'abbaye de Saint-Denis d'une relique de ce saint à la chapelle qu'elle avait fondée en ce lieu.
Selon Édouard Fournier, les religieuses hospitalières Saint-Gervais possédaient, entre Belleville et Romainville, de vastes prairies dans lesquelles elles exploitèrent les eaux pour irriguer leurs dépendances du Marais.
La commune est instituée par la Révolution française sous le nom de Les Prés-le-Peletier, puis, en 1793, Le Pré Pelletier en 1794 en hommage au révolutionnaire Louis-Michel Lepeletier de Saint-Fargeau assassiné pour avoir voté la mort du roi et dont la propriété était voisine du village ; elle reprend son nom d'origine en 1801.. Après la tourmente révolutionnaire, la commune devient Pré Saint-Gervais avant de prendre sa toponymie actuelle Le Pré Saint-Gervais.

### Micro-toponymie
Divers lieux-dits sont ou étaient référencés au Pré-Saint-Gervais : 
- Les Sept Arpents, qui a donné son nom à la rue des Sept-Arpents.
- Les Baronnes (rue Franklin).
- La Glacière (rue du 14 juillet).
- Les Mosnys (rue Henri-Martin).
- Les Hauts Mosnys (rue Henri-Martin).
- La Leu (rue Louis-Blanc).
- Les Marchais (sente des Marchais).
- Les Blancs Murs ou les Hauts Murs (rue Baudin).
- Le Clos Lamotte (sente du Clos-Lamotte).
- Le Louvetières (résidence Jean-Jaurès).
- Les Cornettes (sente des Cornettes).
- La Fontaine Saint-Pierre (avenue Faidherbe).
- Les Vignes (avenue du Belvédère).
- Les Graviers, Les Fonds des Marchais, Le Trou-Morin, La Fontaine Saint-Pierre.

### Lieux-dits annexés par la ville de Paris
Des parties de la commune du Pré-Saint-Gervais ont été annexés par la ville de Paris en 1860 ou en 1932 : 
- Les Dorées (extrémité de la rue Béranger).
- Les Cheminets (rue des Cheminets et rue de la Marseillaise).
- Les Graviers (extrémité de la rue Lamartine).
- Le Noyer Durand (rue du Progrès et rue d'Estienne d'Orves). Il a donné son nom à la rue du Noyer-Durand.
- Le Chapeau Rouge (rue Sigmund-Freud, Paris XIXe).
- Les Cerisiers (sous le boulevard d'Algérie Paris XIXe).
- La Talmouse (sous le périphérique).
- La Fosse Bécot (sous le périphérique).
- La Plaine (sous le périphérique).
- Les Maussins ou les Mauxins (rue de Paris).

Les indications entre parenthèses donnent la situation des lieux-dits par rapport aux voies actuelles, sous réserve de vérification.

## Histoire

### Moyen Âge
Au IXe siècle le Pré-Saint-Gervais est un hameau propriété de l'abbaye de Saint-Denis, qui lui avait été cédé par Charles le Chauve.
Le hameau s'appelle encore Leudelincourt,.
Les habitants doivent se rendre à Pantin pour assister à la messe, lieu situé assez loin. Ils demandent donc la fondation d'un édifice religieux au sein du hameau. L'abbé de Saint-Denis accède à cette demande en 851 et une chapelle est bâtie (en 1588).
À cette époque, la notoriété du village, bâti sur une prairie au pied de la colline de Belleville, repose sur ses sources abondantes. Elles sont captées dès le XIIe siècle par les religieux de Saint- Lazare afin d’alimenter leur léproserie dans le faubourg Saint-Laurent, près de Paris. En 1182, une dérivation est créée afin d’alimenter les halles de la foire Saint-Laurent. Les conduites furent d’abord en céramique, la municipalité de Paris leur substituant ultérieurement des conduites en plomb. Plusieurs regards et fontaines sont construits au XVIIe siècle. Il ne reste aujourd’hui que 4 éléments visibles de ce réseau hydraulique, tous classés Monuments historiques : la Fontaine du Pré-Saint-Gervais, le regard du Bernage, le regard des Maussins et le regard du Trou-Morin. Il en demeure deux autres cachés sous terre : le regard des Marchais, dans la cité Jean-Jaurès, et le regard des Marronniers, dans la Villa du Pré. Un dernier, le regard des Chauves-Souris, est supposé enfoui sous les remblais de l’avenue Sigmund-Freud.
Plusieurs sites archéologiques sont repérés au Pré-Saint-Gervais : quatre sont situés dans le centre-ville (le village, l’église médiévale, une fontaine et la croix de chemin) et une fontaine est repérée comme tel dans le Sud de la commune.

### Époque moderne
Le village est longtemps resté une simple dépendance de Pantin, jusqu’en 1787, tant sur le plan administratif que spirituel, ce qui fut à l'origine du combat des habitants, dès le début du XVIIe siècle, pour obtenir l'indépendance de leur paroisse dès 1588 par la construction d'une chapelle (consacrée en 1613). Celle-ci ne fut obtenue qu'en 1787.

En 1781, l’écrivain Louis-Sébastien Mercier décrit le village : 

« Il est coupé en petites propriétés, qui réjouissent la vue. Ces petites cultures sont variées à l’infini et ont beaucoup d’agréments. Fruits, racines, légumes, herbes, graines de toutes espèces qu’on recueille toute l’année et en toutes saisons, œillets, petits pois ; tout cela forme un spectacle charmant.(Tableau de Paris, tome neuvième, chapitre DCCXXXVIII Le pré Saint-Gervais, extrait »

Ses sites champêtres et ses haies de lilas, détruites en grande partie ensuite par les fortifications, y attiraient, les jours de fêtes, une foule de promeneurs parisiens, qui y venaient jusqu'au début du XXe siècle pour s'y livrer à la danse.
On connaît ce charme des champs, qu'y venaient goûter les Parisiens, par quelques extraits d'ouvrages datant de la première moitié du XIXe siècle : « Ce Hameau est environné de coteaux, chargés de vignes & de vergés, entourés d'une infinité de chemins étroits, mais ombragés & bordés de haies, dont l'ensemble offre une promenade pleine d'agrémens (sic) pour l'homme qui préfère un air pur & embaumé, la vue des fruits, des fleurs, un site varié, & la nature dans sa plus simple beauté, aux promenades de la Capitale, où l'on respire un air crasse, où les yeux, fatigué d'une infinité d'objets pour trop en voir, n'en distinguent aucun[réf. nécessaire] ».
Dans les Environs de Paris de Charles Nodier et Louis Lurine, Maurice Alhoy a consacré aux « Prés-Saint-Gervais » plusieurs pages véritablement lyriques :
« Fillettes, fillettes

Trop lire est mauvais.

Cueillez des violettes

Au pré Saint-Gervais. »
Jacques-Henri Bernardin de Saint-Pierre, écrivain et botaniste louait « la quantité de fruits, de racines, de légumes, d'herbes et de graines qu'on recueille toute l'année et en tout temps sur le terrain des environs de Paris appelé Le Pré-Saint-Gervais, dont le fonds, d'ailleurs médiocre, est situé à mi-côte et exposé au nord ».
II parait qu'on y élevait aussi des dindons fort estimés des gourmets.

### Révolution française et Empire
En 1787, grâce à une récente réorganisation administrative, les Gervaisiens créent leur propre municipalité, malgré tout dépendante de la paroisse de Pantin[C'est-à-dire ?]. Pour manifester leur autonomie, ils déposent en 1789 un cahier de doléances, dont une copie est toujours disponible à la bibliothèque de la ville.
« Le Pré » est décrit par Jacques-Antoine Dulaure en 1786 comme « presque entièrement composé de guinguettes ». Elles sont dites « fort fréquentées, pendant la belle saison, par les habitans (sic) de la capitale ». C'est dans les mêmes termes qu'il décrit la commune de Belleville de l'époque qu'il associe toutes deux en raison de leur proximité. Avant l'agrandissement de Paris en 1860 qui absorbe un certain nombre de petites localités voisines, un grand nombre de guinguettes se trouvent juste au-delà des barrières, pour échapper à l'octroi sur les vins. Ce voisinage de Paris fait la richesse du village, dont la production en fruits, légumes, fleurs et vins assure tout juste la subsistance. Le gypse du plateau de Romainville est également exploité au sud-ouest du bourg, aux lieux-dits du « Chapeau Rouge », des « Cerisiers » et des « Louvetières ». Le nombre d’exploitations est difficile à estimer, mais pour la période 1780-1850, une trentaine de carriers et une quinzaine de sites sont recensés.
En 1790, un nouveau découpage administratif sépare le Pré-Saint-Gervais de Pantin.
En 1814, lors de la bataille de Paris, à la fin de l'épopée napoléonienne, le Pré est ravagé par les combats que le général Compans y livra contre les troupes wurtembergeoises.

### Époque contemporaine

#### De la Restauration à la commune de Paris
Sous la Restauration et la monarchie de Juillet, la ville connaît une période paisible. Les Parisiens viennent y flâner ou se divertir dans ses guinguettes. Charles Nodier, Bernardin de Saint-Pierre et Jacques Offenbach, parmi tant d’autres, participent à ces excursions campagnardes.
M. Gide, riche entrepreneur parisien, commence à aménager la Villa Gide, à partir de 1830, qui deviendra ensuite la Villa du Pré. Propriétaire d’une grande parcelle agricole, il souhaite débord exploiter le gypse de son sous-sol, mais se voit refuser son projet par la municipalité. Il décide de diviser sa propriété en 200 lots, ensuite vendus et lotis de petites maisons individuelles entourées de jardins. Les acquéreurs sont des petits bourgeois ou modestes rentiers parisiens, attirés par la qualité de vie du village et sa proximité avec la Capitale. D’autres maisons de plaisance voient peu à peu le jour dans le village, le plus souvent sur des rues nouvellement percées.
En 1840, la construction de l'Enceinte de Thiers l'isole de Belleville. Le 1er janvier 1860, en application de la loi du 16 juin 1859, la commune, déjà exiguë, perd vingt-sept hectares annexés par la ville de Paris au-delà des fortifications de Paris. Sa superficie est alors réduite à 109 hectares, avant d'être encore limitée à 72 hectares en 1870 après l'annexion par Paris des terrains militaires.

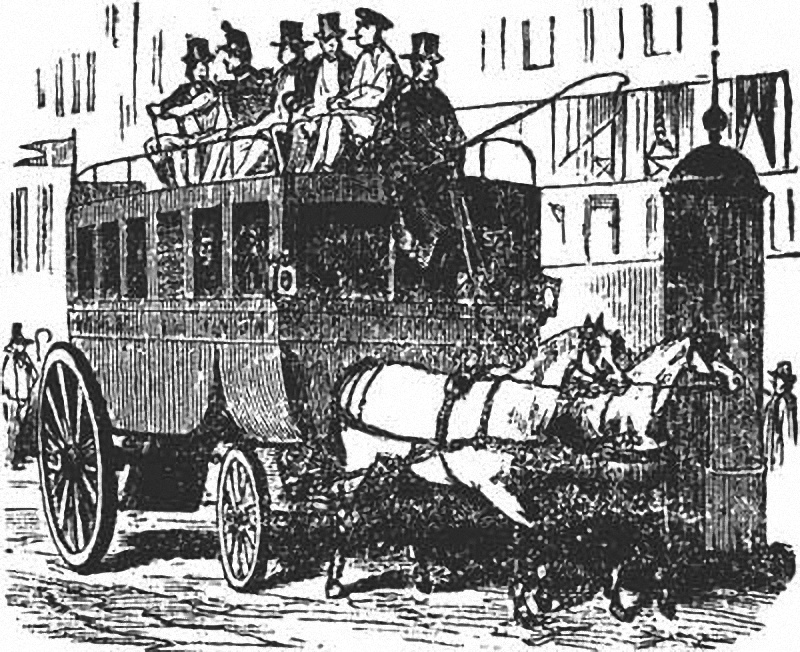
Un omnibus au début du XIXe siècle

Le 10 février 1834, le conseil municipal autorise une souscription volontaire des habitants destinée à payer l'indemnité demandée par M. Marmillion, entrepreneur de voitures à Pantin, pour créer un service public d'omnibus, à raison de quatre départs et quatre retours en été, deux départs et deux retours en hiver. Le service commence le 1er mars 1834[réf. nécessaire].
En 1840, le conseil municipal achète au plâtrier Jean-Baptiste Robert une ancienne maison bourgeoise pour en faire une école ainsi que le logement de l'instituteur-secrétaire de mairie. Elle deviendra la mairie du Pré.
Les premières plaques de rue sont apparues dans la commune du Pré-Saint-Gervais en 1881.

#### De laBelle Époqueà laSeconde Guerre mondiale
Après le Siège de Paris de 1870, le village agricole du Pré-Saint-Gervais se transforme en banlieue industrieuse. Si sa topographie empêche l’installation de grands réseaux (canal, routes, voies de chemin de fer) et de sites industriels de grande taille, la commune voit l’installation de plusieurs usines et ateliers : salaison (Au Jambon français), savonnerie (Savonnerie d’Alésia), fabrication de vernis et couleurs (Couleurs de Paris), produits pharmaceutiques, fabrique d’oléo-margarine, boites, pianos (Focké), appareils de graissage, cycles et automobile (Clément-Gladiator), literie (Lit National), gazogènes (l’Incomparable) ou encore aviation (Rateau, puis Guitel). Ces sites, ainsi que ceux du nord-est parisien comme les abattoirs de La Villette, attirent au Pré-Saint-Gervais une population ouvrière. Les travailleurs agricoles sont rapidement remplacés par cette nouvelle population, mais aussi par une population de petits bourgeois, cadres industriels ou retraités. La population du Pré-Saint-Gervais augmente rapidement : 1 921 habitants en 1861, 6 396 en 1881 et 11 078 en 1901.
En 1894, une ligne de tramway reliant la porte de Pantin est créée par la compagnie des tramways de Paris et du département de la Seine (TPDS), suivie par la ligne du tramway de Romainville, qui avait son origine place de la République à Paris, empruntait l'avenue de la République puis l'avenue Gambetta, franchissait la porte des Lilas puis desservait Le Pré-Saint-Gervais, Les Lilas et Romainville Ces lignes contribuent à désenclaver la commune, et la seconde cessera son service le 17 décembre 1934, à l'époque où l'ancien réseau de tramway parisien est supprimé.
Le Pré-Saint-Gervais devient la première ville du département de la Seine à élire, en 1904, une mairie socialiste. Le maire Jean-Baptiste Sémanaz, égoutier à la Ville de Paris, porte un projet social qui vise l’éradication des taudis et l’assainissement de la commune.En 1914, c'est à la veille de la Première Guerre mondiale que Jean Jaurès donne son célèbre discours sur la paix au Pré, sur la colline du Belvédère,. Il était déjà intervenu au balcon de la mairie en mai 1913 contre le passage du service militaire à 3 ans, qui préparait ce qui allait être la Grande Guerre,. La ville participe cependant à l'effort de guerre, grâce à l'usine Rateau (turbocompresseurs pour l'aviation).

Le Pré-Saint-Gervais au tout début du XXe siècle
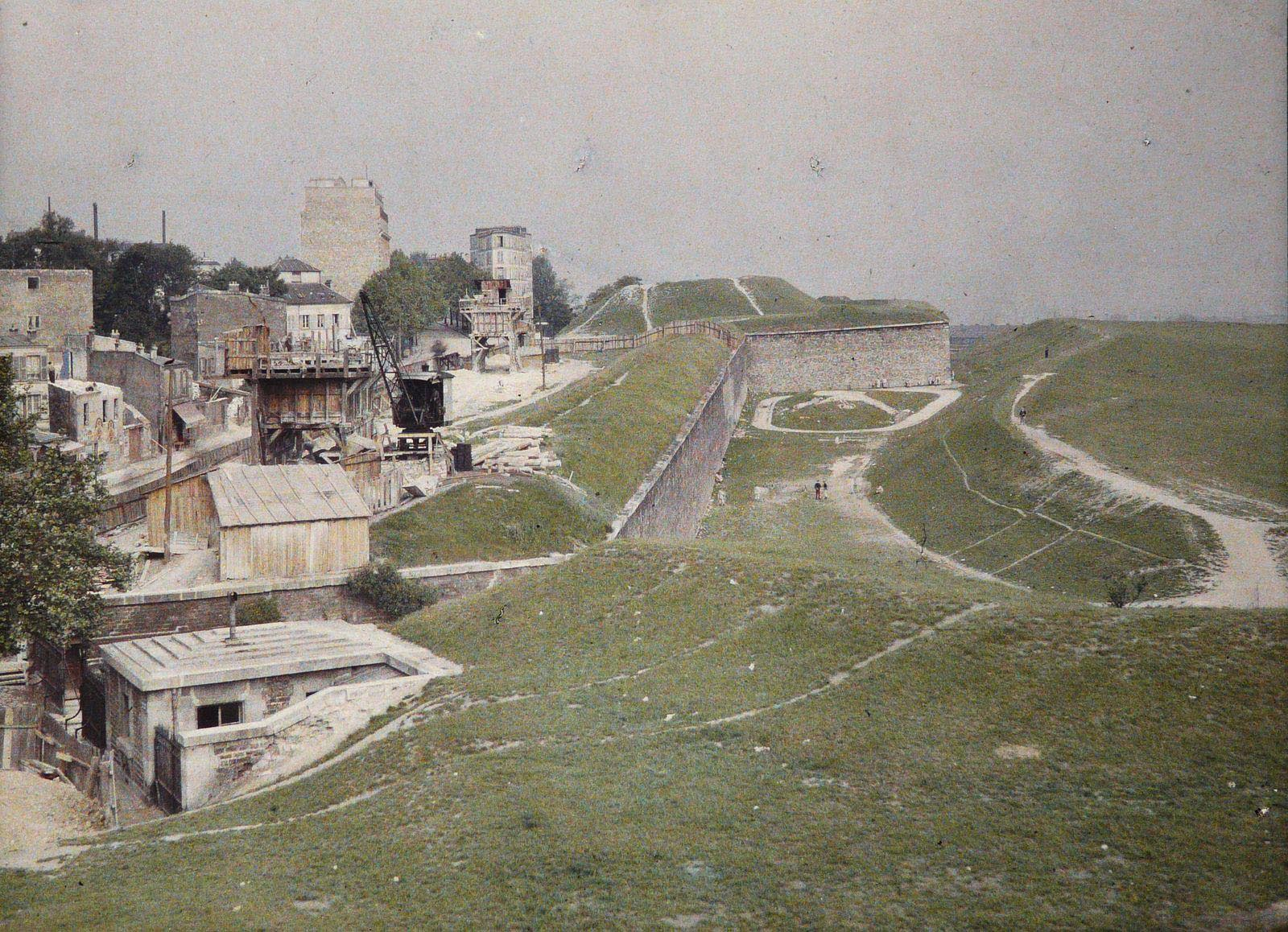
Les fortifications de la porte du Pré-Saint-Gervais, 1914.
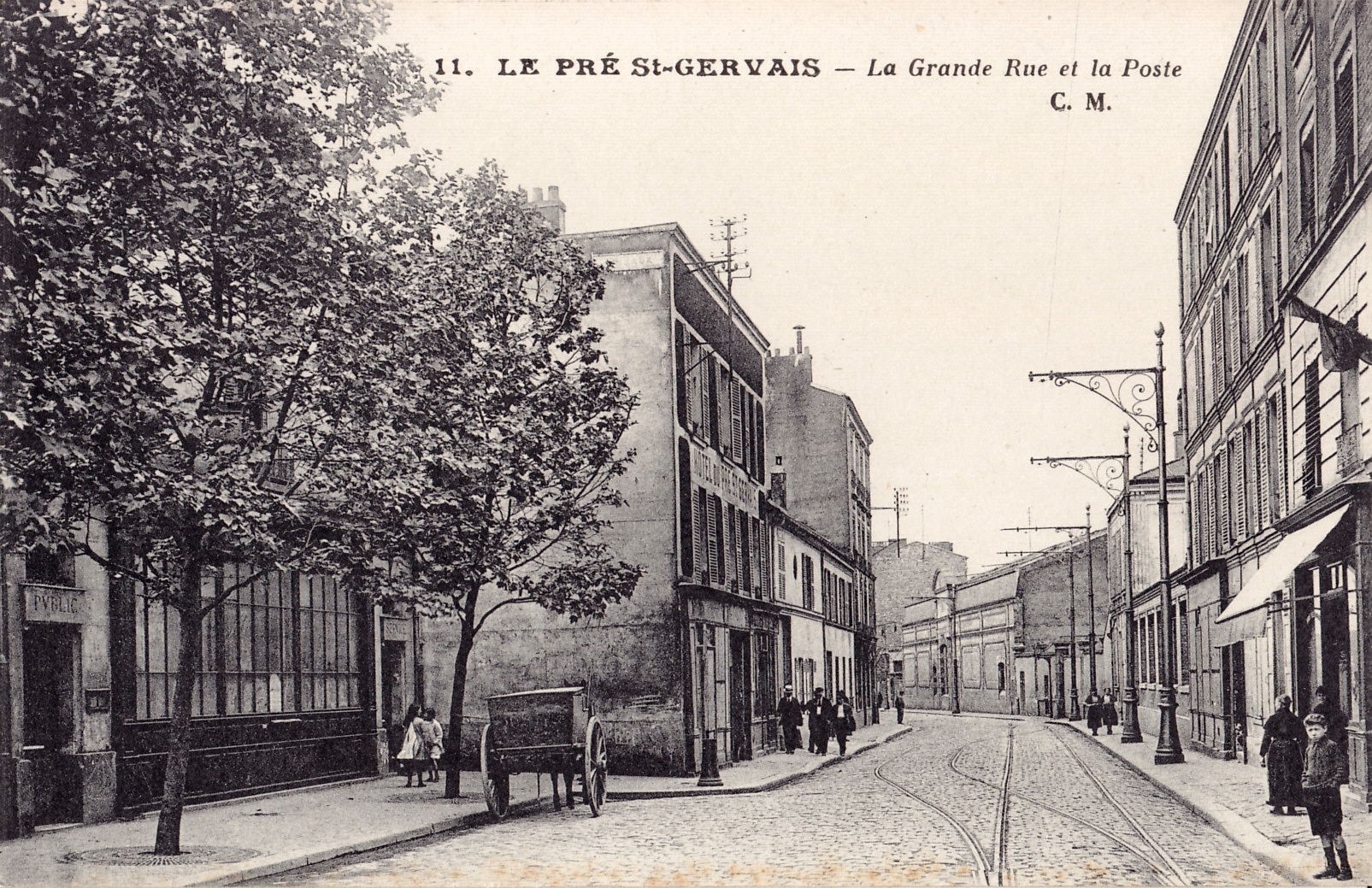
La Grande Rue et la Poste.
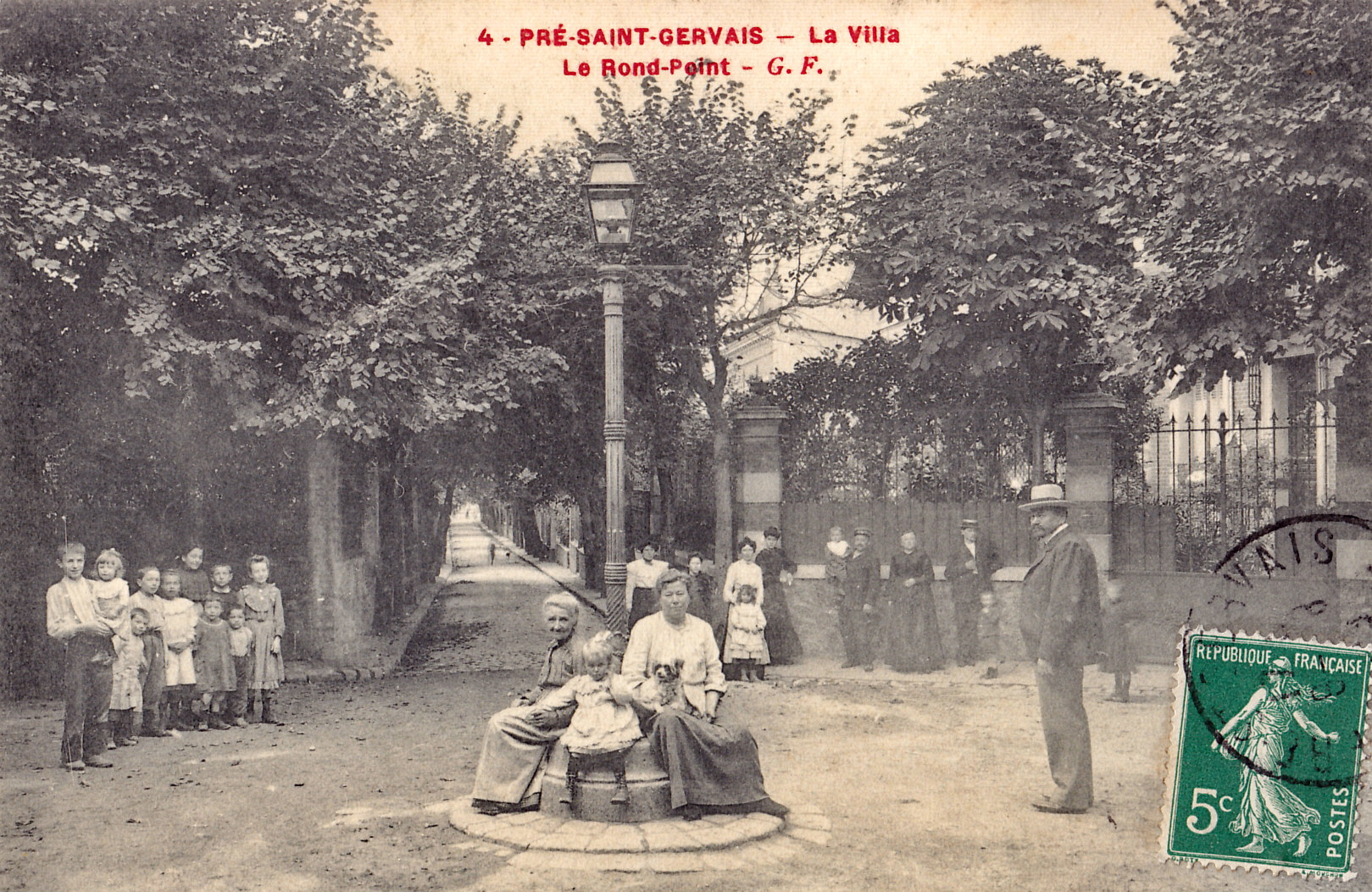
La Villa et le Rond-Point.
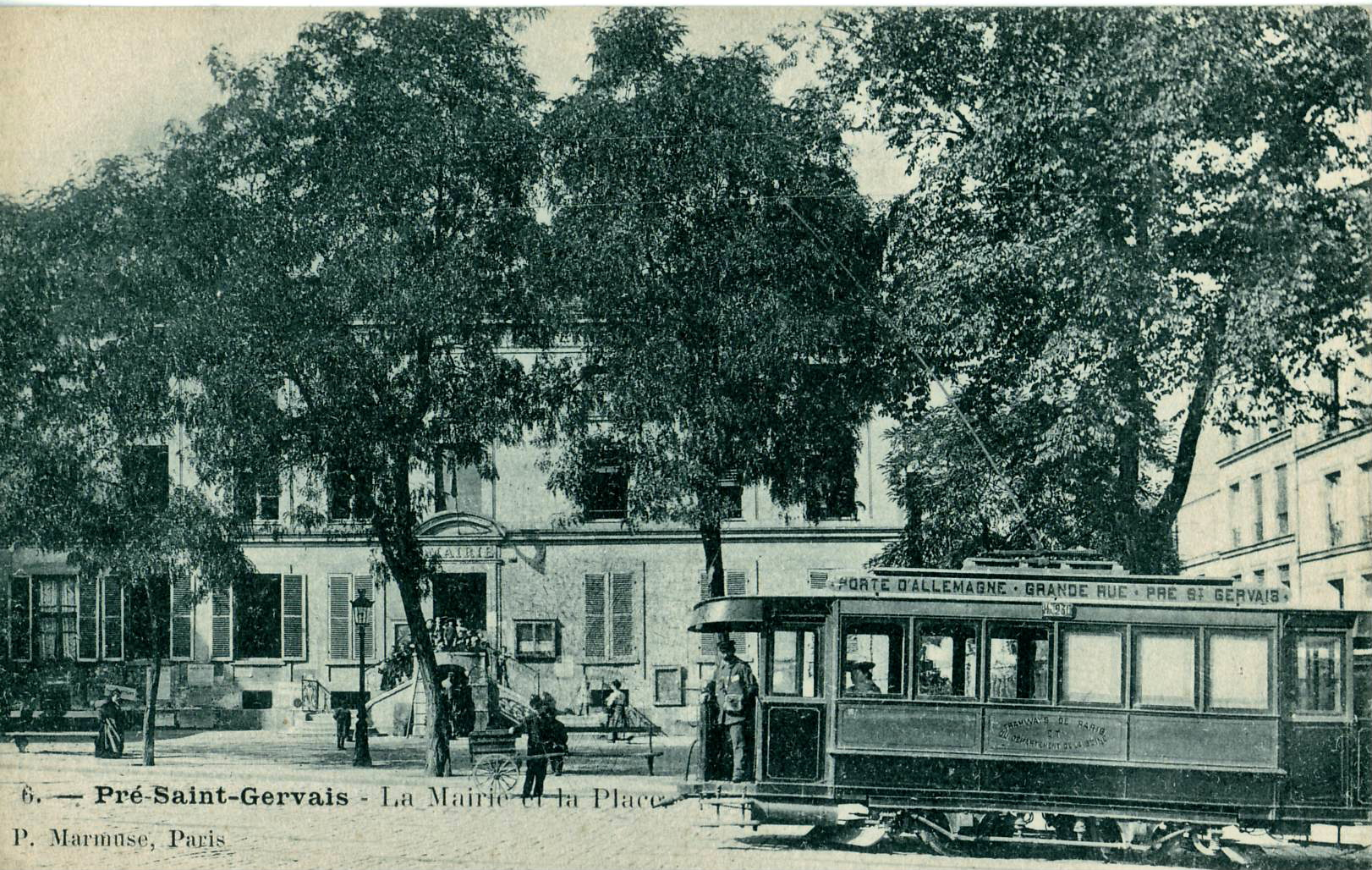
La mairie du Pré-Saint-Gervais et un tramway électrique.
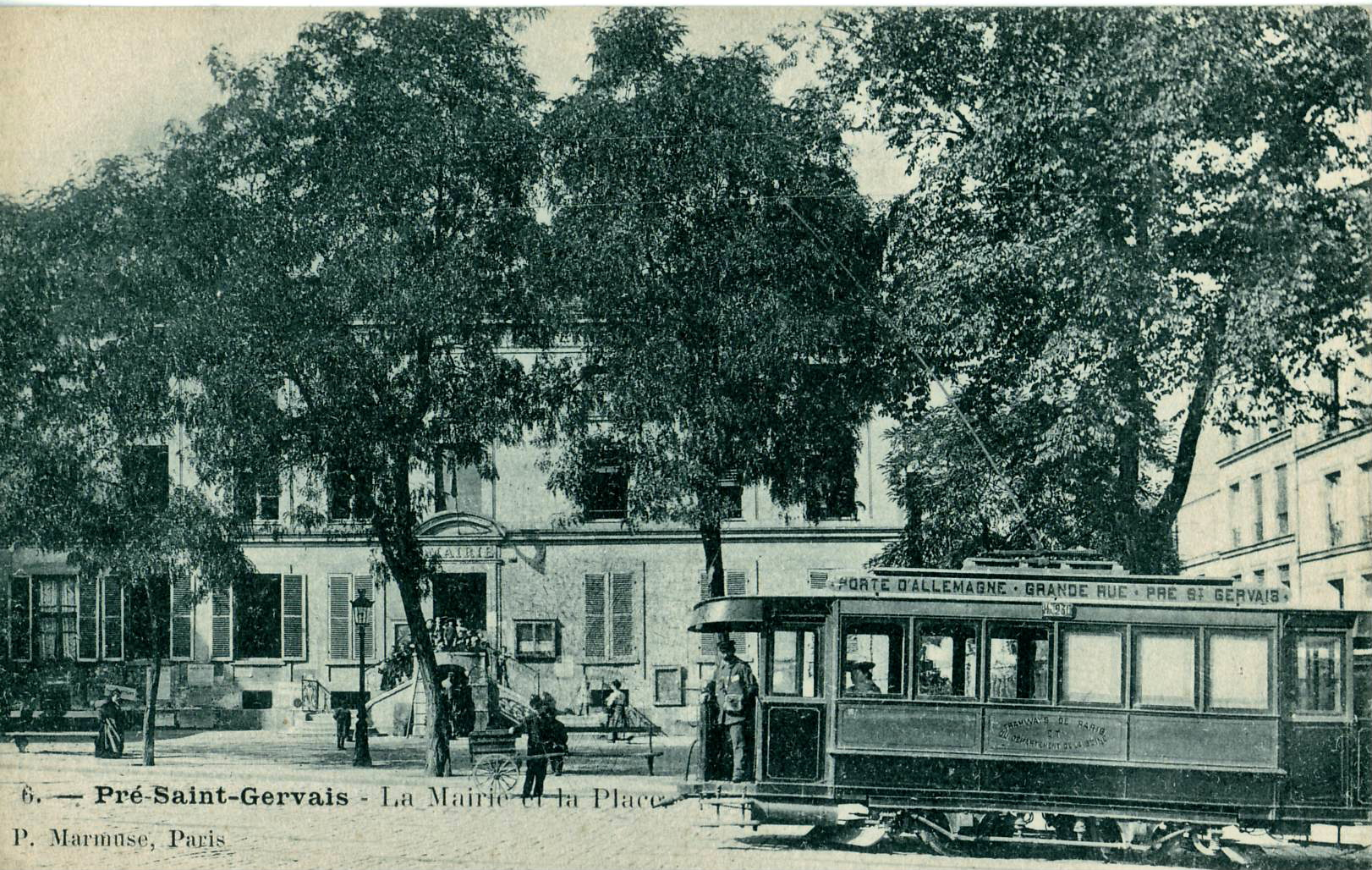
Un tramway des TPDS.
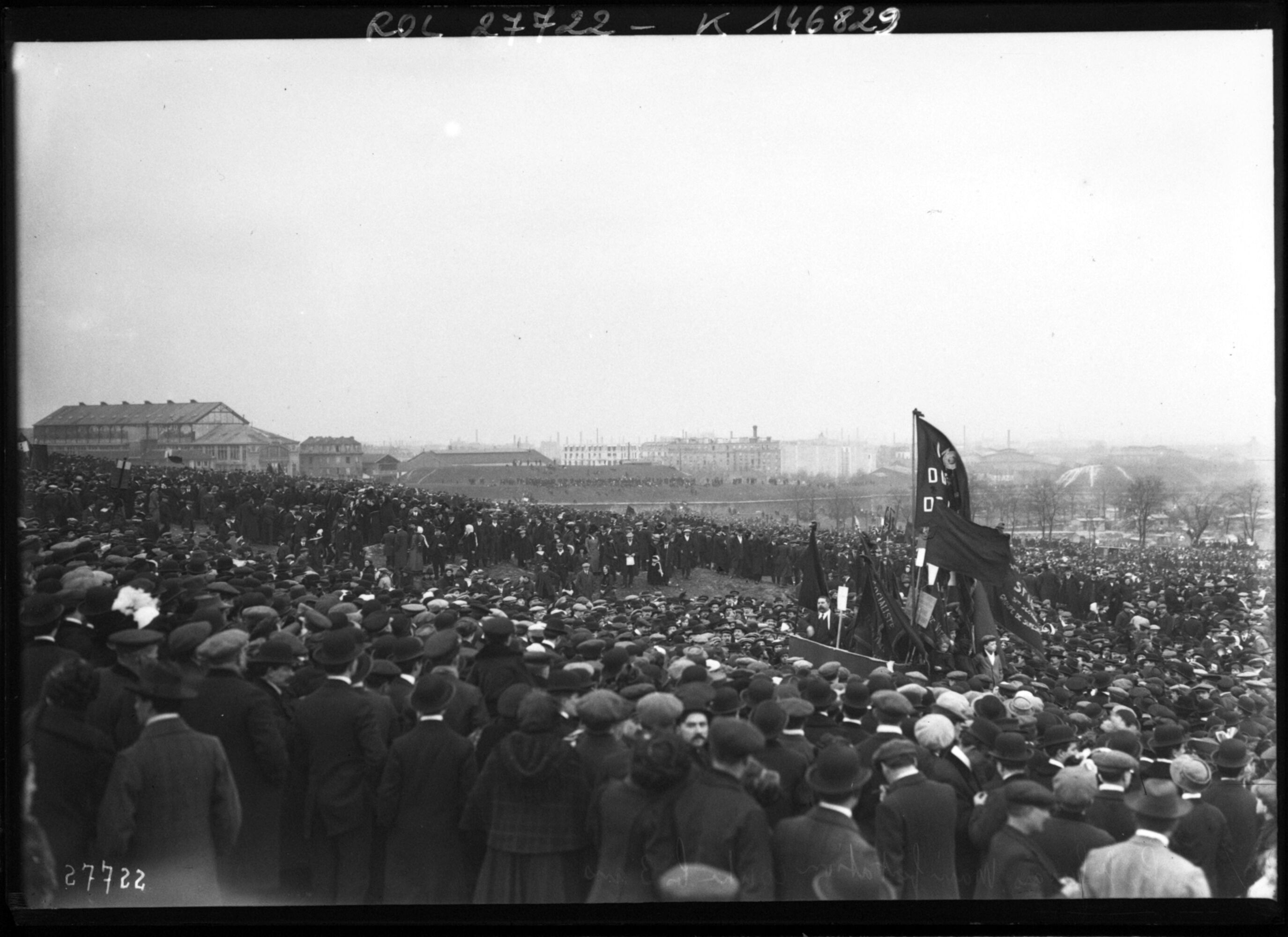
Rassemblement contre la Loi des Trois ans et la guerre au Pré-Saint-Gervais (1913).
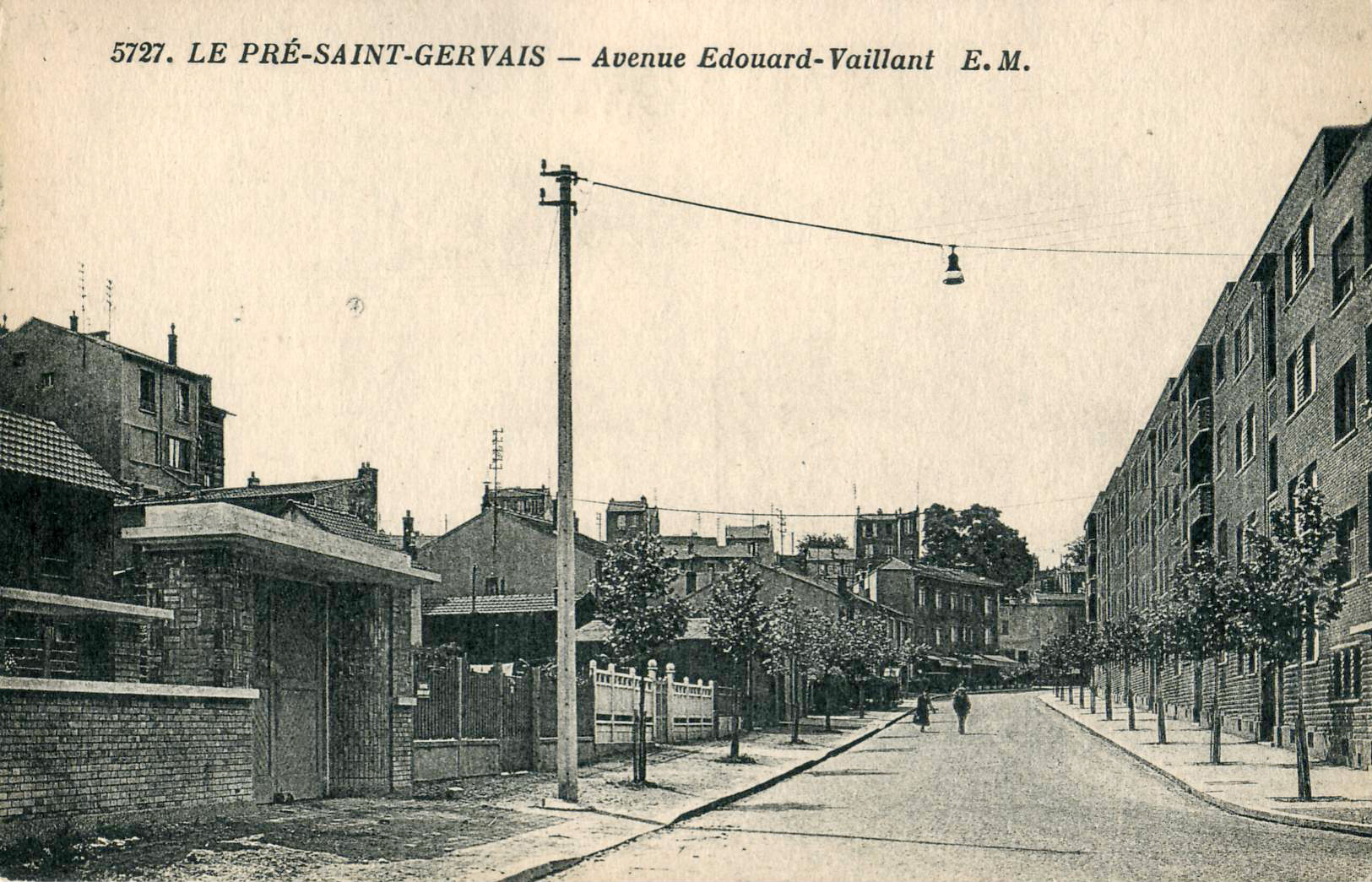
La Cité-Jardin, au début des années 1930.

Cette dimension sociale se traduit dans le domaine du logement. La cité-jardin Henri Sellier, dite des Briques Rouges, fait partie des 15 cités-jardins du Grand Paris dont Henri Sellier, Maire de Suresnes et Président de l’Office d’habitations à Bon Marché du Département de la Seine, était le promoteur. Envisagée dès 1919, elle est conçue par l’architecte Félix Dumail. La cité-jardin occupe des terrains à cheval sur trois communes (Le Pré-Saint-Gervais, les Lilas et Pantin)
Le groupe scolaire Jean Jaurès (1931-1935) est construit par la commune et Félix Dumail à proximité de la cité Henri Sellier afin d’en accueillir les enfants. L’école Suzanne Lacore, au nord, est quant à elle ouverte en 1964.
D’autres immeubles, à l’architecture typique des HBM parisiens, sont construits dans le même temps rue Pierre Brossolette.
Les fortifications de Paris sont déclassées par la loi du 19 avril 1919 et sont progressivement détruites jusqu’en 1929. Les terrains libérés sont lotis d’immeubles de logements sociaux, d’Habitations Bon Marché (HBM), d’immeubles privés et d’équipements publics (équipements sportifs, parcs, lieux, etc.). Un décret sur la zone de servitude militaire du 19 mars 1925 prévoit le rattachement à Paris des territoires de l'ancienne zone non aedificandi. Le Pré-Saint-Gervais se voit amputé d’un quart de son territoire par le décret d'annexion de la zone militaire par Paris du 3 août 1930.

#### Le Pré-Saint-Gervais depuis 1945
Après-Guerre, le Pré-Saint-Gervais continue son développement, avec l’aménagement de nombreux immeubles et maisons individuelles. Dans la seconde moitié du XXe siècle, plus de 4 000 logements seront construits, soit 56% du parc actuel de la commune, dont une grande partie de logements sociaux. À l’inverse des autres communes de l’est parisien, le Pré-Saint-Gervais poursuit son développement via des petites opérations ponctuelles, en raison de sa topographie escarpée et du manque de grandes parcelles disponibles. De nombreux logements anciens, parfois insalubres, sont détruits pour laisser place à des opérations ponctuelles de construction d’immeubles de ville ou de barres.
De grands immeubles sont bâtis dans les années 1960 et 1970 dans le Sud-Est de la commune (Cité Jaurès, immeuble dit La Gaufrette, etc.). Implantés sur le relief de la colline de Belleville, ils modifient profondément le paysage urbain du Pré-Saint-Gervais.
En 1973, le Boulevard périphérique de Paris est inauguré, créant, après l’enceinte de Thiers, une nouvelle rupture urbaine avec la capitale.
Le vaste ensemble Babylone/Belvédère est réalisé dans les années 1980 à proximité de la Porte des Lilas. Il comporte de grands immeubles collectifs et un centre commercial.

### Histoire économique du Pré-Saint-Gervais
Le Pré-Saint-Gervais a longtemps connu une forte activité industrielle. Dans les années 1950, ces industries ont commencé à décliner au profit du secteur tertiaire. Aujourd'hui[Quand ?], on ne compte plus que 5,3 % d'activités industrielles.

#### Industries et commerces
Le Pré-Saint-Gervais, qui, au point de vue territorial est la plus petite du département, n'est d'autre part desservie directement par aucune ligne de chemin de fer ni par aucune voie navigable. Dans ces conditions, elle n'a pas connu, au point de vue industriel et commercial, un très grand développement. Toutefois, sans présenter une importance de premier ordre, elle n'a pas manqué, de ce point de vue, de connaître un développement assez honorable. La faible étendue de son territoire permet de la considérer comme un faubourg de Pantin, et, comme cette dernière commune est remarquablement desservie, tant par le chemin de fer que par le canal, elle a profité dans une large mesure de ces facilités de transport dont ont joui les industriels et commerçants pantinois. En somme, on peut dire que Le Pré-Saint-Gervais marque, au nord-est, la limite extrême de la vaste région industrielle comprise entre Levallois-Perret et Pantin, où des villes de l'importance de Clichy, Saint-Ouen, Saint-Denis, et Aubervilliers forment comme une chaîne ininterrompue de cité ouvrière.
On peut signaler : 
- Les exploitations de gypse : 
Depuis l'époque gallo-romaine, le gypse, pierre dont est tiré le plâtre, est exploité à Paris. Au XVIIIe siècle, les filons parisiens ne suffisent plus et les carrières s’installent en banlieue. On peut estimer qu'entre 1782 et 1850 une quinzaine de sites sont en service. La ville souhaitant récupérer une partie de l'argent dégagé par cette activité, une taxe sur le plâtre gervaisien est prélevée en 1829.
- Les plâtrières du Pré-Saint-Gervais.
- La petite industrie est notamment marquée par :
  - « Petit Jean », une conserverie de petits pois ;
  - « Les Couleurs de Paris », une fabrique de couleurs ;
  - « Tête et Leroy », fabricant de cafetières et autres plats. Aucune de ces entreprises n'a survécu au plan d'urbanisation élaboré dans la deuxième moitié du XXe siècle ;
  - la manufacture de pianos Focké, fondée à Paris en 1860, transférée au Pré-Saint-Gervais en 1902 au 27 rue Danton. Activité terminée en 1909 ;
  - les « Savonneries d'Alesia », fondée en 1875, 46 rue Charles-Nodier. Une partie de cette rue étant devenue la rue de Stalingrad, l'ancien site est désormais le 46 rue de Stalingrad. Elle fut agrandie en 1888. « Quand il pleuvait, ça sentait le savon dans toute la ville avec l'usine Alésia »[21]. Pierre Bailly, maire du Pré-Saint-Gervais, fut directeur des Savonneries d’Alésia à la fin du XIXe siècle. Activité terminée en 1980.

Sur le territoire du Pré-Saint-Gervais se situaient un certain nombre d'industries culturelles aujourd'hui disparues, en particulier des cinémas de quartier aujourd'hui tous disparus. Les cinéma les plus proches de la ville se situant désormais à Pantin (ciné 104), Les Lilas (Théâtre du Garde Chasse), et Paris 20e arrondissement (CGR Paris LIlas).
L'ancien cinéma du Pré-Saint-Gervais était le Cinéma-Théâtre situé 36 rue de Pantin.
Depuis les années 1990, différentes entreprises du secteur du luxe se sont installées au Pré-Saint-Gervais. Hermès Sellier a installé une partie de ses bureaux à l'emplacement de l'ancienne entreprise Guitel, ainsi qu'à Pantin. Et le groupe Richemont y a installé une partie de ses activités pour Cartier International.[réf. nécessaire]

#### Quelques grandes entreprises
Au XIXe siècle, un mouvement industriel s'amorce, qui voit nombre d'usines s'implanter. N'étant desservie par aucune voie ferrée ou navigable, la commune du Pré-Saint-Gervais n'a connu qu'un développement modeste de son industrie. On peut signaler :
- les « Aux Jambons français », spécialisés dans les salaisons, fondé au 10 rue de Pantin, désormais 8 rue Gabriel-Péri au Pré-Saint-Gervais ;
- à la fin du XIXe siècle, Le Pré-Saint-Gervais, commune essentiellement rurale, entre dans l'ère industrielle avec l'implantation d'une usine de cycle, le constructeur de cycles et d'automobiles « Gladiator ». Le nom Gladiator fait référence à un cheval de course français « Gladiateur ». Premier cheval étranger à s'imposer en Grande-Bretagne, pur sang le plus titré de l'histoire des courses de galop. L'entreprise édifie dans la ville ses premiers ateliers entre 1891 et 1920. En quelques années, Gladiator ne cesse de croître. Elle passe de 3 000 m2 en 1905 à 19 000 m2 en 1905. L’entreprise possède un bureau d’études très performant installé au 5, rue François-Henri (aujourd’hui, rue Jean-Baptiste-Sémanaz). De nombreux prototypes de bicycles, tricycles et quadricycles à moteurs à essence et électriques y sont créés. Sous l'impulsion des entrepreneurs Alexandre Darracq et Jean Aucoc, les fondements de l'industrie automobile française sont posés. Lorsque éclate la guerre en 1914, l'usine qui produit une gamme très étendue de vélos, motos et voitures, commence à fabriquer des fusils mitrailleurs pour l'armée : le fameux fusil Chauchat. L'usine sera détruite à la fin des années 1950 pour faire place à un marché couvert inauguré en 1960. La partie basse du marché qui recevait les fleuristes et les poissonniers, deviendra la P'tite crée, aujourd'hui dédiée aux manifestations culturelles ;
- depuis 1909, sont installés les ateliers du fabricant de literie haut de gamme, « Le lit national » ;
- l'usine Rateau[22], puis Guitel et Étienne[23], fondée en 1917, qui fabriquait de la quincaillerie, rare témoin industriel dans la commune du Pré-Saint-Gervais.

### Ancrage politique
Première ville du département de la Seine (à l'époque) à posséder, dès 1904, une mairie socialiste, la commune participe à l'histoire ouvrière de la région parisienne. Ainsi, accueille-t-elle Jean Jaurès qui prononce au balcon de la mairie, en 1913, un discours contre le passage du service militaire à trois ans. L'année suivante, à la veille de la Première Guerre mondiale, l'homme politique prononce depuis la colline du Belvédère un autre discours, tout aussi fameux, sur la Paix. Il s'inspire alors du livre de 1905 L'Armée nouvelle, ce qu'elle pense, ce qu'elle veut du capitaine Mordacq pour la rédaction de son propre livre, L'Armée nouvelle, où il lui répondra.

## Politique et administration

### Rattachements administratifs et électoraux

#### Rattachements administratifs
Jusqu’à la loi du 10 juillet 1964, la commune faisait partie du département de la Seine. Le redécoupage des anciens départements de la Seine et de Seine-et-Oise fait que la commune appartient désormais à la Seine-Saint-Denis à la suite d'un transfert administratif effectif le 1er janvier 1968. Pour l'élection des députés, elle fait partie depuis 2012 de la neuvième circonscription de la Seine-Saint-Denis.

#### Rattachements électoraux
Elle faisait partie de 1801 à 1967 du canton de Pantin. Dans le cadre de la mise en place de la Seine-Saint-Denis, la commune devient en 1967 le chef-lieu du canton du Pré-Saint-Gervais.
Celui-ci est démembré en 1976 pour permettre la création des cantons de Pantin-Ouest et des Lilas où est rattachée la commune. Dans le cadre du redécoupage cantonal de 2014 en France, elle intègre à nouveau le canton de Pantin.

### Intercommunalité

#### Avant 2016
À la suite des élections municipales de 2008, les villes de Bagnolet, Bobigny, Bondy, Les Lilas, Montreuil, Noisy-le-Sec, Le Pré-Saint-Gervais, Pantin, Romainville et Rosny-sous-Bois ont entamé des réflexions en vue de la création d'une intercommunalité dans le centre du département de la Seine-Saint-Denis. Cette réflexion succède à un projet avorté en 2005, qui aurait pu réunir Bagnolet, Le Pré-Saint-Gervais, Les Lilas et Romainville.
La communauté d'agglomération Est Ensemble, créée par arrêté préfectoral du 17 décembre 2009 qui prend effet le 1er janvier 2010, regroupe les 9 villes du centre-ouest du département qui s'étaient réunies pour former le projet de la communauté d'agglomération (sauf Rosny-sous-Bois).
Comptant 399 300 habitants en 2012, elle est alors la deuxième intercommunalité à fiscalité propre d'Île-de-France par sa population après la communauté d'agglomération Plaine Commune, située dans le même département.

#### Depuis 2016
Dans le cadre de la mise en œuvre de la volonté gouvernementale de favoriser le développement du centre de l'agglomération parisienne comme pôle mondial est créée, le 1er janvier 2016, la métropole du Grand Paris (MGP), à laquelle la commune a été intégrée.
La loi portant nouvelle organisation territoriale de la République du 7 août 2015 (Loi NOTRe) prévoit également la création le 1er janvier 2016 d'établissements publics territoriaux (EPT), qui sont des EPCI sans fiscalité propre et à statut particulier et regroupent l'ensemble des communes de la métropole (à l'exception de Paris), et remplacent les anciennes intercommunalités à fiscalité propre de leur territoire.
La commune fait donc également partie depuis le 1er janvier 2016 de l'établissement public territorial Est Ensemble, qui est créé par un décret du 11 décembre 2016 et qui succède à la communauté d'agglomération éponyme, avec les mêmes communes.
L'établissement public territorial exerce les compétences qui lui sont assignées par la loi, et qui relèvent essentiellement de la politique de la ville, de la construction et de la gestion d'équipements culturels, socioculturels, socio-éducatifs et sportifs d'intérêt territorial, de l'assainissement et de l'eau, de la gestion des déchets ménagers et assimilé et de l'action sociale d'intérêt territorial, ainsi que de compétences non exercées par la Métropole. Il a également la charge d'élaborer un plan local d'urbanisme intercommunal (PLUi). Il exerce également les compétences que les communes avaient transférées aux intercommunalités supprimées.

### Tendances politiques et résultats
La commune est administrée par des maires SFIO puis PS depuis 1904.
Au premier tour des élections municipales de 2014 dans la Seine-Saint-Denis, la liste PS-PCF-EELV menée par le maire sortant Gérard Cosme remporte la majorité absolue des suffrages exprimés, avec 2 031 voix (50,45 %, 26 conseillers municipaux élus dont 6 conseillers communautaires), devançant largement les listes menées respectivement par : 

- Thu Van Blanchard (UMP, 1 041 voix, 4 conseillers municipaux élus dont 1 communautaire) ;

- Catherine Sire (DVG, 762 voix, 18,93 %, 3 conseillers municipaux élus dont 1 communautaire) ;

- Patrice Zahn (LO, 191 voix, 4,74 %, pas d'élus),

lors d'un scrutin marqué par 50,83 % d'abstention.
Au premier tour des élections municipales de 2020 dans la Seine-Saint-Denis, la liste PS - PCF - PRG - GÉ - AÉI menée par le maire sortant Laurent Baron — qui avait succédé à Gérard Cosme en septembre 2018 après sa démission — remporte de 7 voix la majorité absolue des suffrages exprimés, avec 1 807 voix (50,19 %, 26 conseillers municipaux élu dont 1 conseiller à la métropole du Grand Paris), devançant respectivement celles menées par : 

- Grégoire Roger (DVG, 708 voix, 19,66 %, 3 conseillers municipaux élus), 

- Mariama Lescure (DVG - EÉLV, 370 voix, 10,27 %, 2 conseillers municipaux élus), 

- Alexandre Saada (LREM - MoDem - UDI, 360 voix, 10,00 %, 1 conseiller municipal élu), 

- Delphine Debord (LFI - GRS - RDG, 260 voix, 7,22 %, 1 conseiller municipal élu) 

- Patrice Zahn (LO, 95 voix, 2,63 %, pas d'élus), 

lors d'un scrutin marqué par la pandémie de Covid-19 en France où 57,96 % des électeurs se sont abstenus.

### Politique locale
La liste menée par le maire sortant Laurent Baron a remporté l'élection municipale de 2020 dès le premier tour en dépassant seulement de 7 voix la majorité absolue des suffrages exprimés. Cette élection a été contestée par la candidate Delphine Debord (LFI - GRS - RDG), dont 42 bulletins de vote ont été invalidés pour ne pas avoir mentionné la nationalité étrangère de l'un des candidats — cette irrégularité ayant été rectifiée par la liste candidate, qui avait édité de nouveaux bulletins régulièrement rédigés utilisés par ses autres électeurs —.
Le Tribunal administratif de Montreuil a annulé les élections municipales le 3 décembre 2020, qui a jugé que « l'invalidation des 42 bulletins en cause […] a été, eu égard à leur incidence sur le calcul de la majorité absolue faisant obstacle à l'élection de la liste de M. Baron dès le 1er tour et en l'absence de toute manœuvre, de nature à altérer la sincérité du scrutin ». Le Conseil d'État, saisi par le maire invalidé afin d'éviter qu'une délégation spéciale ne gère la commune pendant la « crise sanitaire » de la pandémie de Covid-19 en France a confirmé le 12 octobre 2021 cette annulation. Le second tour de ces élections municipales partielles, qui s'est tenu le 12 décembre 2021, a vu la victoire de la liste PS menée par le maire invalidé, qui a obtenu 1 832 voix (56,91 % des suffrages exprimés), devançant très largement celles menées respectivement par, : 
- Grégoire Roger (929 voix, 26,86 %) ;
- Delphine Debord (458 voix, 14,23 %).

Lors de ce scrutin, marqué par une participation plus faible de 2 % de celle de 2020, 64,46 % des électeurs se sont abstenus. Laurent Baron est donc réélu maire lors du conseil municipal du 17 décembre 2021.

### Liste des maires
| Période        | Période                    | Identité                        | Étiquette    | Qualité |
| -------------- | -------------------------- | ------------------------------- | ------------ | --- |
| 1791           | 1793                       | Jean-Baptiste Fromin            |              | Laboureur. |
| 1793           |                            | M. Guingand                     |              | |
| 1795           |                            | Pierre Cottin                   |              | |
| 1800           |                            | M. Maurice                      |              | |
| 1802           |                            | M. Guingand                     |              | |
| 1804           |                            | François Cottin                 |              | |
| 1808           | 1814                       | Louis Hardy                     |              | |
| 1814           | 1818                       | Joachim Simonnet                |              | |
| 1818           | 1826                       | Jean-Hyacinthe Beaugrand        |              | |
| 1826           | 1831                       | A Videl                         |              | |
| 1831           | 1865                       | Antoine Jean-Baptiste Simonnot  |              | |
| 1865           | 1869                       | Poulet-Dufour                   |              | |
| 1869           | 1870                       | Eugène Augustin Bureau          |              | Fabricant de plâtre |
| 1870           | 1871                       | M. Jolly                        |              | |
| 1871           | 1876                       | Eugène Tronchet                 |              | |
| 1876           | 1896                       | Charles Eugène Alexandre Guérin |              | Propriétaire, dessinateur et fabricant de passementerie |
| 1896           | 1904                       | Pierre Bailly                   |              | Directeur des Savonneries d’Alésia |
| 1904           | 1914                       | Jean Baptiste Marie Semanaz     | SFIO         | Ouvrier égoutier Mort en fonction au front |
| 1914           | 1919                       | J.B. Tortorat                   | SFIO         | |
| 1919           | 1944                       | Eugène Boistard                 | SFIO         | Traceur mécanicien ; syndicaliste Conseiller général de la Seine (deuxième circ. de Pantin) (1925 ) |
| 1944           | 1965                       | Edmond Pépin,                   | SFIO         | Ouvrier ébéniste, artisan puis industriel Président du Syndicat des eaux d’Ile-de-France (Sedif) (1953 → 1965) Officier de la Légion d’honneur Mort en fonction. |
| 1965           | 1977                       | Fernand Blanluet                | SFIO puis PS | |
| 1977           | octobre 1995               | Marcel Debarge,                 | PS           | Postier, syndicaliste Sénateur de la Seine-Saint-Denis (1977 → 2004) Ministre (1981 et 1991 → 1993) Conseiller régional d’Île-de-France (1992 → 1995) Démissionnaire |
| 1995           | 1998                       | Claude Bartolone                | PS           | Député de la Seine-Saint-Denis (6e puis 9e circ) (1981 → 1998 et 2002 → 2017) Ministre délégué à la Ville (1998 → 2002) Conseiller général des Lilas (1985 → 1992) Conseiller général de Pantin-Est (2008 → 2014) Président du conseil général de la Seine-Saint-Denis (2008 → 2012) Démissionnaire à la suite de sa nomination comme ministre |
| 1998           | septembre 2018             | Gérard Cosme                    | PS           | Artisan chocolatier Président de la communauté d'agglomération (2012 → 2015) Président de l'EPT Est Ensemble (2016 → 2020) Démissionnaire |
| septembre 2018 | En cours (au 23 juin 2022) | Laurent Baron                   | PS           | Coordinateur technique dans un grand groupe de l’industrie aéronautique, syndicaliste Vice-président de l'EPT Est Ensemble (? →) Réélu en décembre 2021 après l'annulation des élections municipales 2020 |

### Jumelages
La ville est jumelée avec  Giengen an der Brenz (Allemagne) depuis 1970.

## Équipements et services publics

### Équipements scolaires
La ville compte[Quand ?] quatre écoles maternelles, trois écoles élémentaires, un collège, une école privée Montessori (maternelle) et un établissement privé (maternelle, élémentaire, collège).
- Écoles maternelles :
  - l’école publique Suzanne-Lacore[49] ;
  - l’école publique Nelson-Mandela[50] ;
  - l’école publique Rosa-Parks[51] ;
  - l’école publique Baudin[52] ;
  - l’école privée Saint-Joseph[53].
- Écoles primaires :
  - l’école publique Anatole-France[54] ;
  - l’école publique Jean-Jaurès[55] ;
  - l’école publique Pierre-Brossolette[56] ;
  - l’école privée Montessori[57].
  - l’école privée Saint-Joseph[53].
- Collèges :
  - le collège public Jean-Jacques-Rousseau[58] ;
  - le collège privé Saint-Joseph[53].

### Équipements sportifs
- Un stade, le « Stade Leo-Lagrange » ;
- Deux gymnases, le « Gymnase Séverine » et le « Gymnase Charles-Nodier » ;
- Une piscine, la « Piscine Fernand-Blanluet » ;
- Deux courts de tennis municipaux non couverts.

La piscine « Fernand-Blanluet », du nom du 22e maire du Pré-Saint-Gervais, a été inaugurée le 5 novembre 1977. Elle a été dans le contexte sportif des Jeux Olympiques d'été de 1968, au cours desquels les résultats de l'équipe de France furent catastrophiques. Le Secrétariat d'État à la Jeunesse et aux Sports lança donc en 1968 un projet national d'équipement en piscines municipales.
La piscine est située en bordure de la commune, en face du périphérique. Le territoire de la commune étant exigu la piscine est construite pour partie sur celui de Paris (2 191 m2), le reste (222 m2) au Pré-Saint-Gervais.

### Marché
Le marché du Pré-Saint-Gervais est un marché couvert qui a lieu toute l'année les mardi, jeudi et samedi entre 8 h et 12 h. Il fut inauguré le 1er octobre 1960. Outre le commerce alimentaire organisé les mardi, jeudi et samedi matin, il s'agit du principal espace culturel de la ville où sont organisés toute l'année des concerts et des expositions dans un espace aménagé, appelé « la petite criée ».

## Population et société

### Démographie
L'évolution du nombre d'habitants est connue à travers les recensements de la population effectués dans la commune depuis 1793. Pour les communes de plus de 10 000 habitants les recensements ont lieu chaque année à la suite d'une enquête par sondage auprès d'un échantillon d'adresses représentant 8 % de leurs logements, contrairement aux autres communes qui ont un recensement réel tous les cinq ans,.

En 2022, la commune comptait 16 733 habitants, en évolution de −5,89 % par rapport à 2016 (Seine-Saint-Denis : +4,67 %, France hors Mayotte : +2,11 %).
| 1793 | 1800 | 1806 | 1821 | 1831 | 1836 | 1841  | 1846  | 1851  |
| ---- | ---- | ---- | ---- | ---- | ---- | ----- | ----- | ----- |
| 460  | 354  | 290  | 223  | 369  | 805  | 1 643 | 1 028 | 1 079 |

| 1856  | 1861  | 1866  | 1872  | 1876  | 1881  | 1886  | 1891  | 1896  |
| ----- | ----- | ----- | ----- | ----- | ----- | ----- | ----- | ----- |
| 1 704 | 1 921 | 3 120 | 4 136 | 4 447 | 6 396 | 7 433 | 8 138 | 9 444 |

| 1901   | 1906   | 1911   | 1921   | 1926   | 1931   | 1936   | 1946   | 1954   |
| ------ | ------ | ------ | ------ | ------ | ------ | ------ | ------ | ------ |
| 11 078 | 11 669 | 13 865 | 14 993 | 15 465 | 13 302 | 14 790 | 14 691 | 15 037 |

| 1962   | 1968   | 1975   | 1982   | 1990   | 1999   | 2006   | 2011   | 2016   |
| ------ | ------ | ------ | ------ | ------ | ------ | ------ | ------ | ------ |
| 15 258 | 14 772 | 13 271 | 13 078 | 15 373 | 16 377 | 17 240 | 18 075 | 17 780 |

| 2021   | 2022   | - | - | - | - | - | - | - |
| ------ | ------ | - | - | - | - | - | - | - |
| 16 865 | 16 733 | - | - | - | - | - | - | - |

Du début du XVIIIe siècle à aujourd'hui (2013), la population est en croissance continue passant de 223 habitants (1821) à 18 075 (2011), sauf entre 1841 et 1846 où l'on peut supposer que l'épidémie de choléra est en partie responsable de la perte de 615 habitants.

### Cultes
La ville compte plusieurs lieux de culte : 
- l'Église de la Sainte-Famille[61], culte catholique. Elle fut édifiée pour remplacer l'ancienne chapelle Saint-Gervais-Saint-Protais, desaffectée en 1920 ;
- l'Église protestante évangélique, culte protestant ;
- la Mosquée du Pré-Saint-Gervais, culte islamique ;
- la Synagogue Heikhal Chlomo, culte israélite.

La commune dispose du cimetière communal du Pré-Saint-Gervais, et partage le cimetière intercommunal de Bondy.

## Économie

### Chiffres clés

#### Revenus de la population et fiscalité
En 2010, le revenu net déclaré moyen est de 21 130 euros, et 54 % de la population est imposable.

#### Emploi
En 2009, la population âgée de 15 à 64 ans s'élevait à 12 617 personnes, parmi lesquelles on comptait 77,5 % d'actifs dont 64,0 % ayant un emploi et 13,6 % de chômeurs.
On comptait 3 471 emplois dans la zone d'emploi, contre 3 354 en 1999. Le nombre d'actifs ayant un emploi résidant dans la zone d'emploi étant de 8 104, l'indicateur de concentration d'emploi est de 42,8 %, ce qui signifie que la zone d'emploi offre seulement un peu moins d'un emploi pour deux habitants actifs.

#### Secteurs d'activité
| | Nombre | %       |
| --- | ------ | ------- |
| Ensemble                                                                                                  | 1 933  | 100,0 % |
| Industrie manufacturière, industries extractives et autres                                                | 90     | 4,7 %   |
| Construction                                                                                              | 323    | 16,7 %  |
| Commerce de gros et de détail, transports, hébergement et restauration                                    | 535    | 27,7 %  |
| Information et communication                                                                              | 134    | 6,9 %   |
| Activités financières et d'assurance                                                                      | 30     | 1,6 %   |
| Activités immobilières                                                                                    | 46     | 2,4 %   |
| Activités spécialisées, scientifiques et techniques et activités de services administratifs et de soutien | 459    | 23,7 %  |
| Administration publique, enseignement, santé humaine et action sociale                                    | 165    | 8,6 %   |
| Autres activités de services                                                                              | 150    | 7,8 %   |

À titre de comparaison, au 31 décembre 2010, Le Pré-Saint-Gervais comptait 1 279 établissements : 2 dans l’agriculture-sylviculture-pêche, 70 dans l'industrie, 174 dans la construction, 925 dans le commerce-transports-services divers et 108 étaient relatifs au secteur administratif.
|                     | Nombre |
| ------------------- | ------ |
| au 31 décembre 2019 | 1 933  |
| au 31 décembre 2010 | 1 279  |

|                                                              | Total | %       | 0 salarié | 1 à 9 salarié(s) | + de 10 |
| ------------------------------------------------------------ | ----- | ------- | --------- | ---------------- | ------- |
| Ensemble                                                     | 472   | 100,0 % | 70        | 348              | 54      |
| Agriculture, sylviculture et pêche                           | 0     | 0,0 %   | 0         | 0                | 0       |
| Industrie                                                    | 15    | 3,2 %   | 2         | 10               | 3       |
| Construction                                                 | 74    | 15,7 %  | 6         | 61               | 7       |
| Commerce, transports, services divers                        | 348   | 73,7 %  | 58        | 263              | 27      |
| → dont commerce et réparation automobile                     | 75    | 15,9 %  | 3         | 64               | 8       |
| Administration publique, enseignement, santé, action sociale | 35    | 7,4 %   | 4         | 14               | 17      |

### Sièges d'entreprises
En 2017, la fondation WWF France installe son siège d'une centaine de salariés dans les anciens locaux de MBK rue Baudin.

### Médias
Un studio de télévision de 600 m2, appartenant à la société Amp visual studio, est situé dans la commune du Pré-Saint-Gervais. Il s'agit du Studio des Lilas, qui malgré son nom n'est pas situé dans la commune voisine des Lilas, mais bien sur le territoire gervaisien. De nombreuses émissions de télévision y sont, ou y ont été tournées, comme c'est le cas de :
- You can dance ;
- Top chef ;
- Chabada ;
- Les Chansons d'abord ;
- Face à la bande ;
- Du côté de chez Dave (saison 1 de septembre 2014 à juin 2015, le plateau d'enregistrement a déménagé aux Studios 107 de La Plaine Saint-Denis pour sa 2e et dernière saison de septembre 2015 à mai 2016) ;
- Questions pour un champion (depuis 2016, avec Samuel Étienne à la présentation).
- Lego Masters (France).
- Studio des Lilas.

## Culture locale et patrimoine

### Lieux et monuments

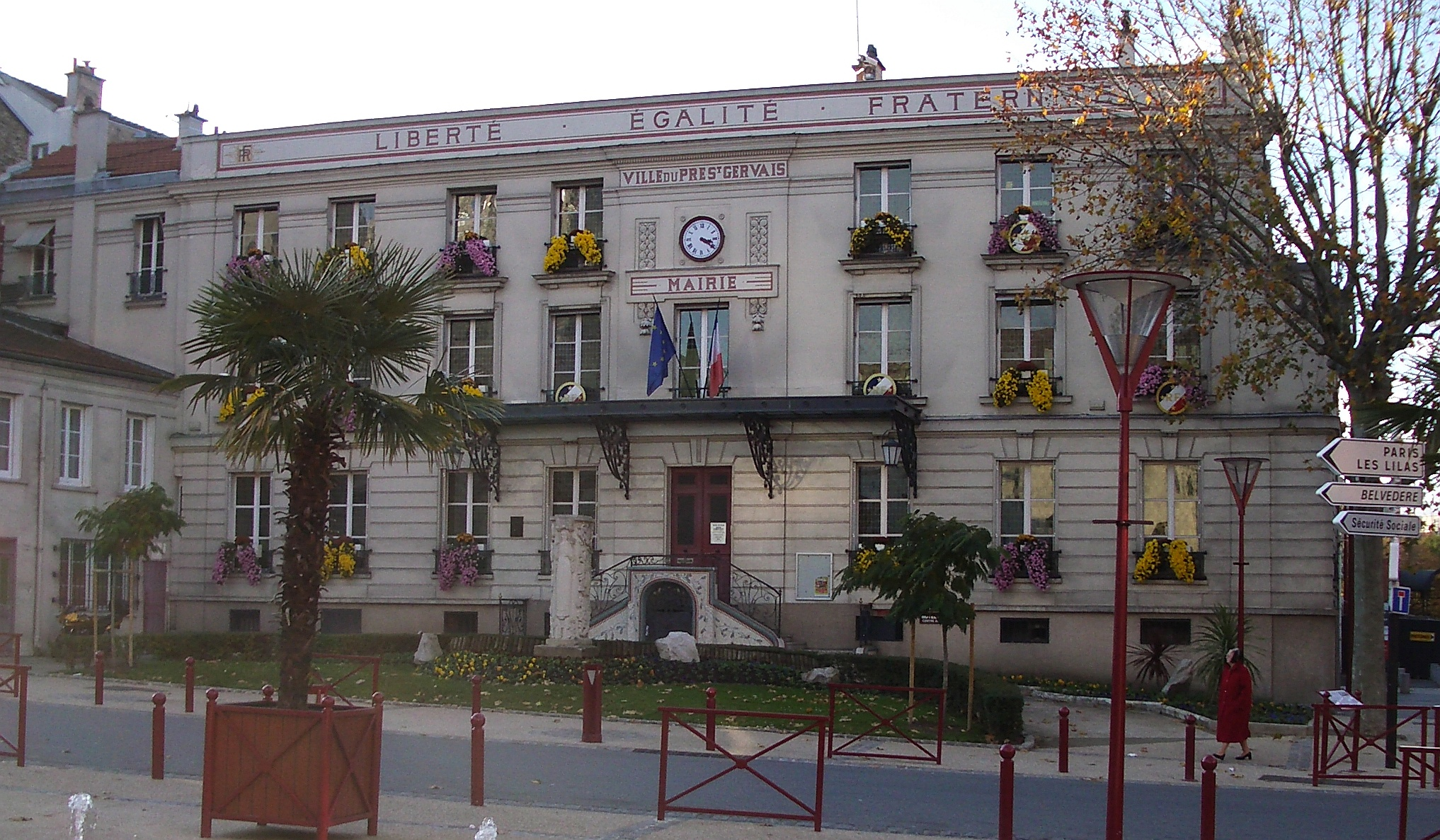
La mairie du Pré-Saint-Gervais, à son fronton la devise de la République : Liberté, Égalité, Fraternité.

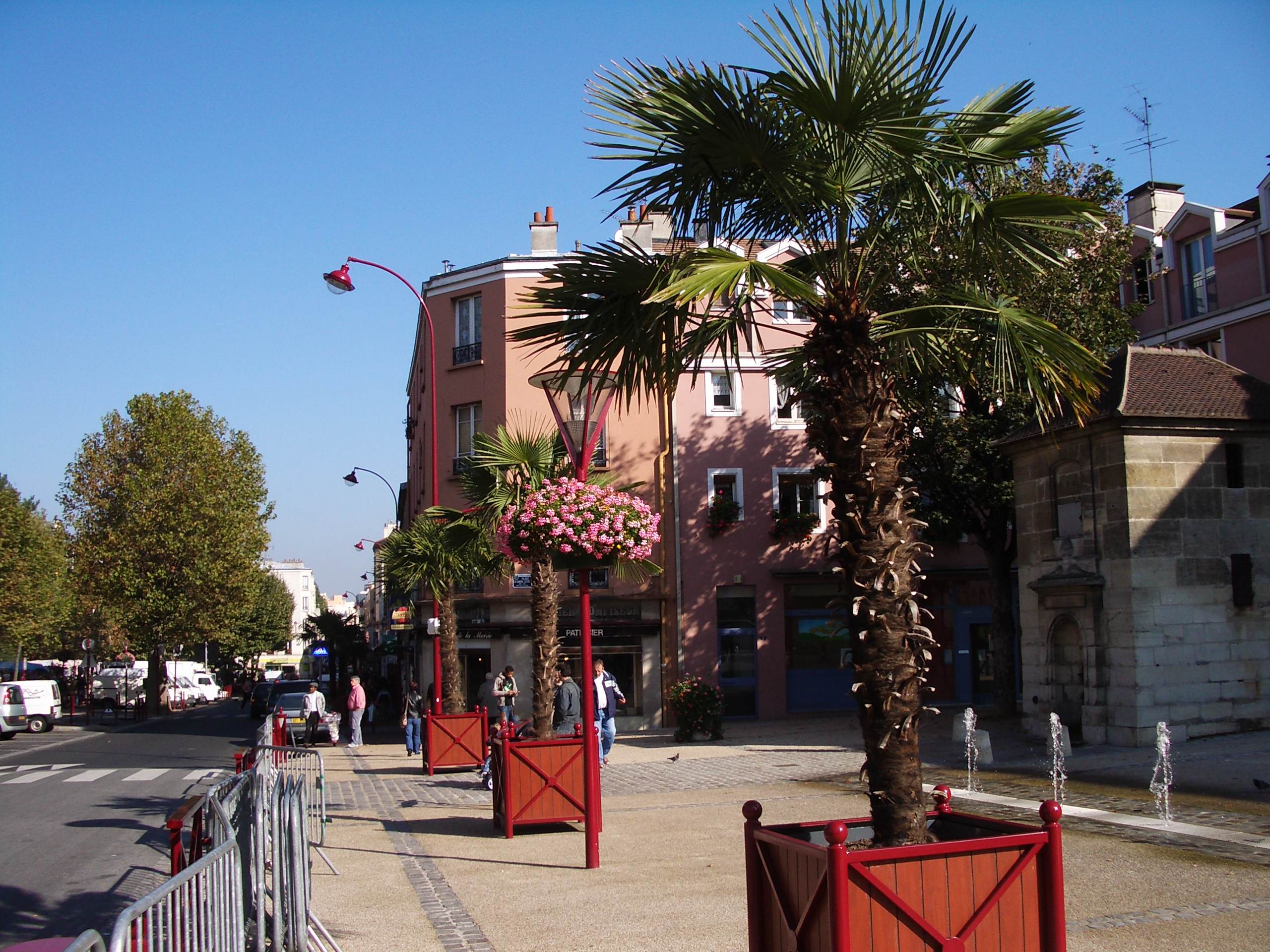
Place du Général-Leclerc

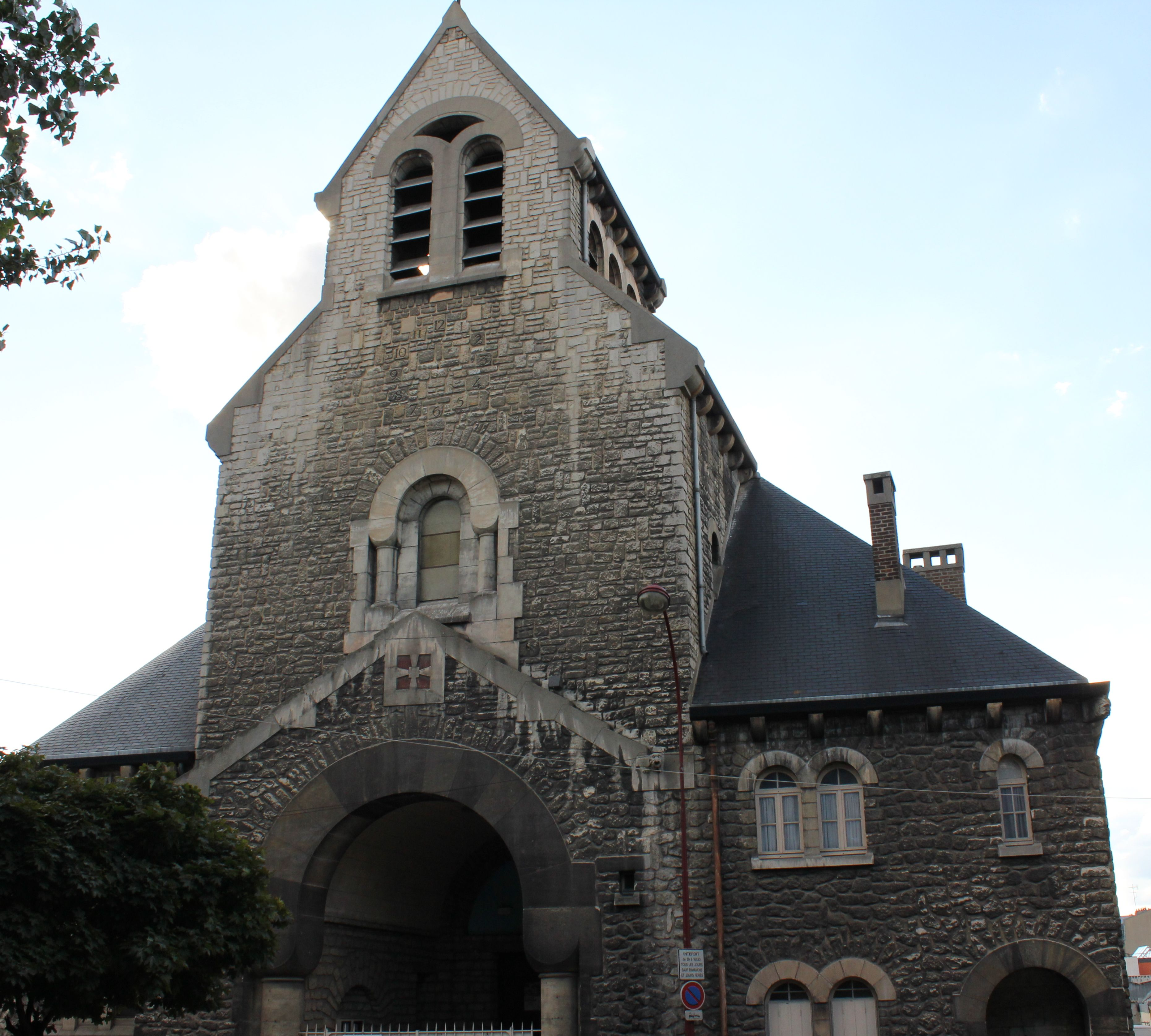
Église de la Sainte-Famille - Pré-Saint-Gervais - 002.

Douze bornes touristiques ont été installées dans la ville. Elles constituent un « chemin historique » qui permet une première découverte de la ville pour des touristes et des Gervaisiens, ses particularités, ses attraits et une partie de son histoire.
- La Mairie : 
D'abord une maison bourgeoise construite par une famille anglaise qui recherchait un lieu de villégiature non loin de Paris. Une belle bâtisse, située à l'époque au « 50 grande avenue » et entourée d'un parc d'un hectare et demi. En 1815, la propriété est vendue à Jean-Baptiste Robert, plâtrier de profession. Le conseil municipal en quête d'une maison commune la rachète en 1840.
Les édiles décident que le bâtiment servira d'abord à loger une école et l'instituteur-secrétaire de mairie.
En face, la place du Général-Leclerc et sa fontaine médiévale.

- Les eaux du Pré-Saint-Gervais : 
Les eaux du Pré-Saint-Gervais sont un ensemble d'aménagements hydrauliques, faisant partie des « sources du Nord » construit au Moyen Âge, situés à Paris et au Pré-Saint-Gervais, permettant de conduire les eaux des sources des collines du Pré-Saint-Gervais vers les zones en contrebas.
Au XIXe siècle, son réseau des eaux compte vingt-et-un regards — c'est-à-dire des dispositifs maçonnés permettant d'inspecter une canalisation.
Aujourd'hui il n'en reste que quatre, dont deux situés au Pré-Saint-Gervais un premier regard dit de la « fontaine du Pré-Saint-Gervais » (place du Général Leclerc, 48° 52′ 59″ nord, 2° 24′ 13″ est), un second regard le « regard du Trou Morin » (sente des Cornettes, 48° 52′ 53″ nord, 2° 24′ 37″ est) et les deux autres situés sur le XIXe arrondissement de Paris : le « regard des Maussins » (boulevard Sérurier, 48° 52′ 39″ N, 2° 24′ 25″ E) et le « regard du Bernage » (avenue du Belvédère, 48° 52′ 53″ N, 2° 24′ 12″ E).

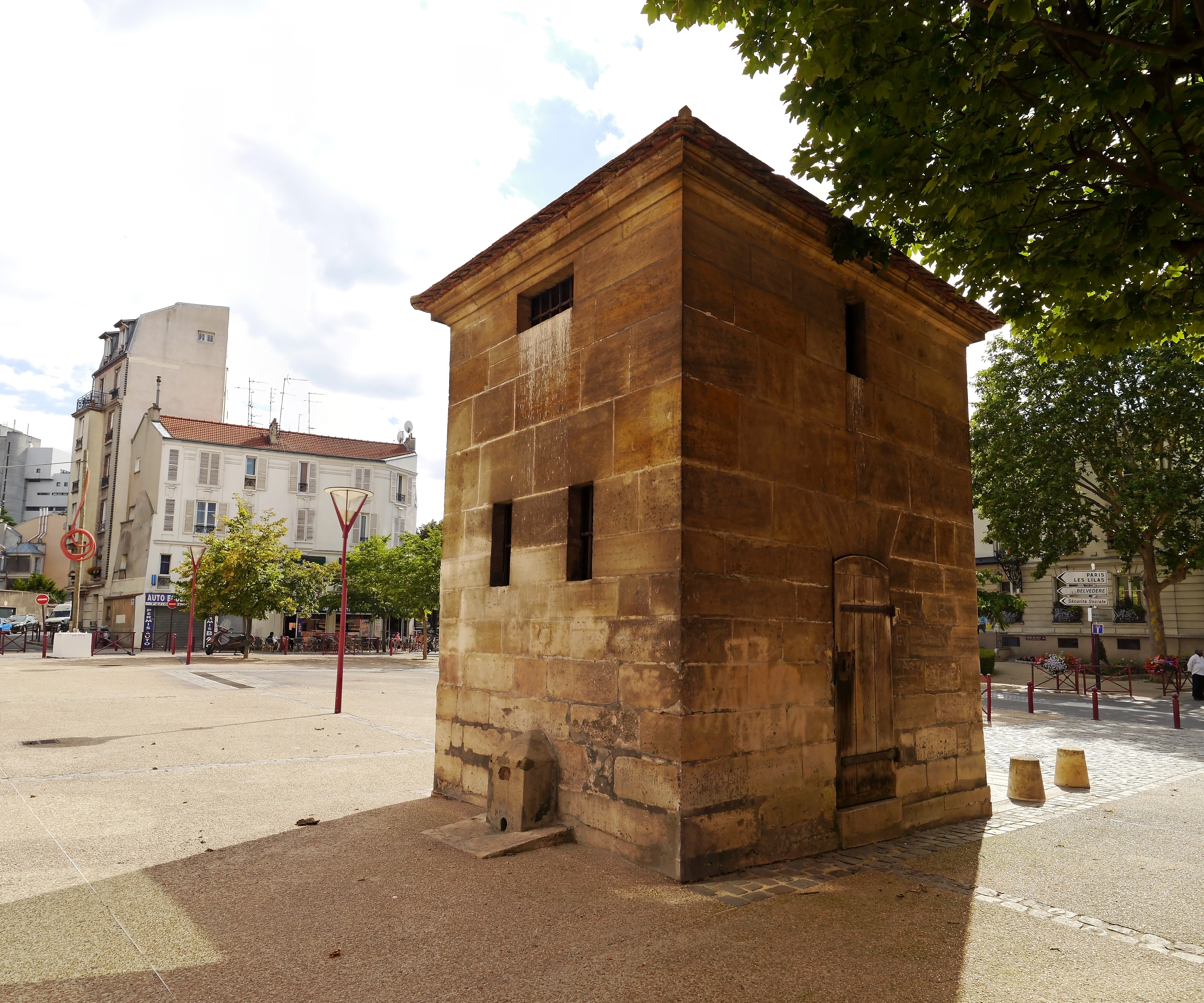
Fontaine de Pré-Saint-Gervais.
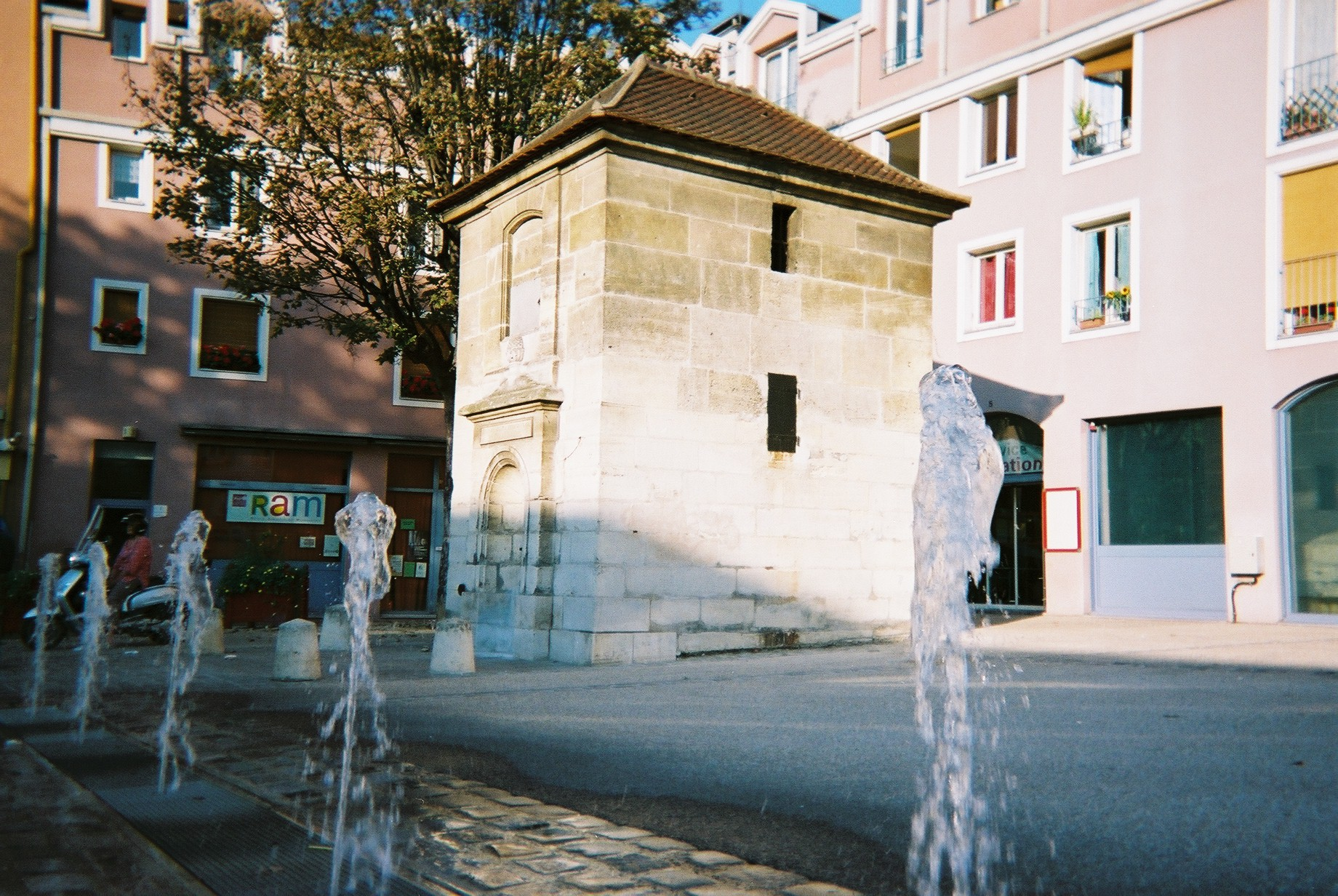
Fontaine de Pré-Saint-Gervais.
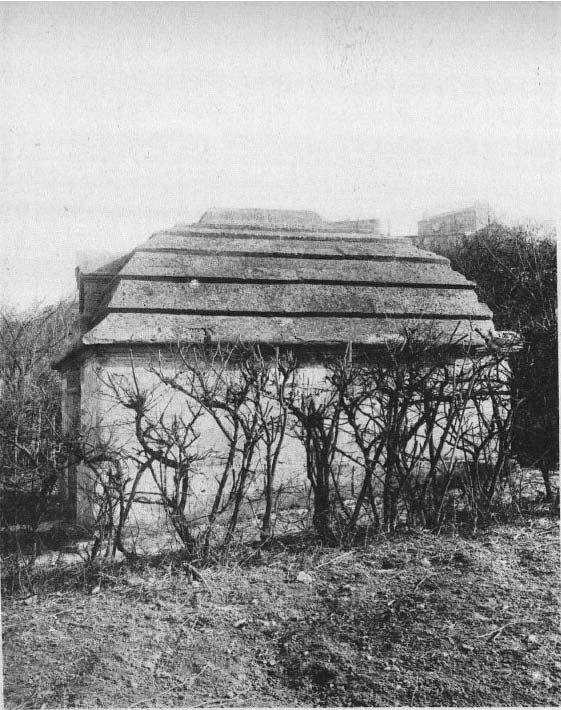
Regard du Trou-Morin, 1899, 01.

- La cité jardin : 
La cité-jardin est un concept théorisé par l'urbaniste britannique Ebenezer Howard en 1898, dans son livre To-morrow : A peaceful path to real reform. C'est une manière de penser la ville qui s'oppose à la ville industrielle polluée et dont on ne contrôle plus le développement pendant la révolution industrielle et qui s'oppose également à la campagne (considérée comme trop loin des villes).
En France, le livre d'Ebenezer Howard a un important retentissement. Georges Benoit-Lévy (1880-1970), juriste et journaliste de métier, à la suite d'un séjour en Angleterre à la demande du Musée social, publie son ouvrage fondateur La Cité-jardin, en 1904, préfacé par le théoricien du coopératisme Charles Gide. Il fonde la même année l'« Association des cités-jardins de France ».
La cité-jardin du Pré-Saint-Gervais - Pantin - Les Lilas (1927-1933 puis 1947-1952) fait partie de la quinzaine construites par l'Office HBM de la Seine dirigé depuis sa fondation par Henri Sellier, conseiller général socialiste.
Le terrain définitivement acquis par l'office HBM en 1928, s'étend sur trois communes : Le Pré-Saint-Gervais (66 000 m2), Pantin (47 000 m2) et Les Lilas (6 000 m2). La conception de la cité-jardin est confiée à l'architecte Félix Dumail en 1927. La cité est constituée de 1 200 logements collectifs et de 56 pavillons individuels (contre 243 prévus à l'origine). Une partie de la cité est construite à Pantin après la Seconde Guerre mondiale mais dans un style très différent, partie appelée de nos jours "cité des auteurs" (228 logements). La cité comporte comme équipements collectifs des boutiques, une école (actuel groupe scolaire Jean-Jaurès - Pierre-Brossolette) et un stade. Mais le projet d'édifier en plus une maison des services sociaux, un dispensaire et un théâtre de plein air ne sera pas réalisé. La cité est partiellement protégée au titre des sites.

- L'ancienne usine Guitel : 
L'ancienne usine Guitel, est située de part et d'autre de la rue Carnot, débouchant sur la rue du 14-Juillet, près du quartier des 7-Arpents, est implantée sur près d'un hectare. D'abord propriété d'Auguste Rateau en 1904, l'usine fournira différentes pièces pour l'aviation militaire et comptera vers 1930 jusqu'à 2 000 ouvriers. En 1947, les terrains et les bâtiments sont revendus pour la partie ouest à la manufacture de quincaillerie F. Guitel et Étienne Frères Réunis, et pour la partie est à la société de construction métallique Mobilor. Ces deux sociétés finiront par fusionner en 1962 et se spécialisent dans la fabrication des roulettes (caddie) et des chariots (SNCF). D'un point de vue architectural, l'ensemble constitue un exemple unique d'usine-rue. « Les constructions de 1916 et 1917 – l'essentiel de l'usine – sont de deux types. De part et d'autre de la rue Carnot, du côté de la rue Franklin, les façades des bâtiments se répondent [...] l'oculus percé dans le pan coupé de l'atelier, ouvrant sur la rue Franklin, portait l'horloge de l'usine »[64],[65]. En 2012, la réhabilitation du site historique est entamée par la municipalité qui aménage la rue et fait transformer les bâtiments ouvragés en bureaux et en habitations tout en y introduisant de nouveaux squares et espaces verts redonnant vie aux vénérables arabesques de briques (achèvement en 2016).
- La villa du Pré : 
Par le porche voûté du 73 de la rue André-Joineau se présente un havre de quatre hectares au cœur du Pré-Saint-Gervais. On chemine au travers d'allées plantées d'arbres.
La Villa du Pré-Saint-Gervais est créée en 1830 par monsieur Gide, un riche entrepreneur parisien. Monsieur Gide possédait à cet emplacement une grande propriété agricole dont il voulut exploiter le sous-sol en carrière de gypse, mais la municipalité de l'époque lui en refusa l'autorisation d'exploitation. C'est alors qu'il décida de lotir sa propriété en deux cents lots pour y réaliser maisons avec jardinet, qu’il va vendre à des petits bourgeois et des rentiers modestes attirés par le cadre de vie gervaisien. C'est ainsi que nait la Villa du Pré.
La Villa du Pré-Saint-Gervais, ruelles bordée de jolie maisons du XIXe siècle est une ville dans la ville et un exemple du mode de vie de la classe moyenne et « petit-bourgeois » sous Napoléon III. Il s'agit d'un ensemble pittoresque de maisons individuelles construites autour de petites rues plantées de grands arbres auquel on accède principalement par un porche voûté de la rue André-Joineau. La Villa du Pré compte deux cents pavillons et jardinets. La diversité architecturale, d’implantation, de volume des pavillons et les accès confidentiels du site (porches, escaliers, chemins étroits) lui confèrent une ambiance particulière très prisée par les Gervaisiens. Le quartier est principalement constitué de villas, s'y trouvent néanmoins quelques immeubles de ville collectifs, la bibliothèque municipale, ainsi qu'un centre Emmaüs.
Les villas présentent comme il est l'habitude des jardins en façades. Qualité architecturale, plaisir des jardins, température douce des rues protégées par la frondaison des arbres expliquent que ce quartier soit le lieu privilégié des Gervaisiens badauds.
Ancienne Villa Gide, la Villa du Pré-Saint-Gervais devint au XIXe siècle une propriété gérée par un syndic. En 1955, le syndic accepte qu'elle fasse partie intégrante de la commune.
Plus isolée que les Buttes-Chaumont, la Villa du Pré-Saint-Gervais est un site de pratique sportive où viennent de nombreux pratiquants de course à pied. La Villa du Pré-Saint-Gervais présente en effet une configuration naturelle de rues en forme de boucle, ainsi qu'une rue avec une forte déclivité, la rue des Marronniers. Ce qui explique qu'elle ait été choisie par un champion olympique comme lieu de résidence.
Des tournages de cinéma et de télévision ont régulièrement lieu au sein de la villa du Pré-Saint-Gervais en raison de sa qualité architecturale et environnementale.
La Villa du Pré-Saint-Gervais fut le quartier de résidence de Lucienne Noublanche.
- La villa des Lions : 
La villa des Lions est la plus petite des deux villas situées au Pré-Saint-Gervais. Une petite impasse pavée végétalisée, comportant des ateliers d'artisanats et des habitats individuels groupés. Son entrée est agrémentée de deux statues de lions.
- L’église Saint-Gervais-Saint-Protais: 
L’église communale, dédiée à saint Gervais et à saint Protais, a été construite de 1825 à 1830 sur l'emplacement de l'ancienne, démolie en 1814-1815. À l'entrée du hameau bucolique de la rue du 14-Juillet, l'architecte Barbier dessine les plans de la nouvelle église. Placé sous la protection de la Sainte-Famille, le bâtiment est construit en moellons de granit. Son aspect robuste et sobre s’inspire des formes romanes Art déco. La nef se compose de quatre travées éclairées par les vitraux du maître verrier Barillet.
Le trésor : une « pietà » du XVIe siècle, un « saint Sébastien » et une « sainte Anne et la Vierge » datée des XVe – XVIe siècles.
Une toile du XVIIe siècle, un Christ en croix de Philippe de Champaigne.

### Monuments et lieux disparus
Il parait qu'autrefois le Pré-Saint-Gervais recevait des personnages illustres.
- La maison de Gabrielle d'Estrées

Le nombre est grand des localités avoisinant Paris qui se flattent d'avoir été habitées par la célèbre Gabrielle d'Estrées, l'amie d'Henri IV.
Il semble, toutefois, que le Pré ait des titres sérieux à y prétendre. On a démoli, en 1901, une maison portant le numéro 20 de la rue Plâtrière (aujourd'hui rue Emile-Augier) dont l'architecture soignée indiquait des hôtes de marque. Une des pièces avait un plafond peint en 1678 et signé Dupuis ; la façade était ornée d'un buste d'Henri IV ; la tradition, enfin, qu'il ne faut pas toujours dédaigner, s'était transmise de père en fils, attestant que la belle Gabrielle d'Estrées avait demeuré là. Ne fût-ce que d'un point de vue artistique, il est fâcheux que la spéculation n'ait pas respecté ce vieux logis[non neutre],[réf. nécessaire].
- La maison du duc de Charost

Le duc de Charost[Qui ?] avait aussi une maison de campagne au Pré-Saint-Gervais, en 1695[réf. nécessaire].
- Le cinéma Le Succès

Il y avait[Quand ?] sur la place de la mairie, juste derrière la fontaine, un cinéma nommé Le Succès, puis Le Béarn[réf. nécessaire].

### Le Pré dans les arts et la culture

#### Le Pré-Saint-Gervais dans la littérature
- François Montulay, Le Pré-Saint-Gervais, ou la Sympathie entre Louis XVI et les sujets de son royaume, dialogue relatif à un divertissement donné le 3 juillet 1774, suivi d'un vaudeville dédié au sentiment public, 1774.
- Jean-Baptiste Radet, Dîner au pré Saint-Gervais, comédie en un acte et en prose..., Paris : au Théâtre du Vaudeville, 1797.
- Victorien Sardou, Philippe Gille et Charles Lecocq, Les Prés-Saint-Gervais : opéra-bouffe en trois actes[66].
- Didier Daeninckx, Un parfum de bonheur, photographies de France Demay, Gallimard, 2016. Récit inspiré par les photographies de France Demay. France Demay, photographe amateur gervaisien, photographie ses camarades membres d'un club sportif ouvrier à la veille du Front populaire et des Jeux Olympiques de 1936, organisés à Berlin. Quand arrivent les premiers congés payés... Un parfum de bonheur par France Demay, exposition à la Maison Européenne de la Photographie, commissariat d'exposition : Pierre-Jérome Jehel et Françoise Agnelot.

#### Le Pré-Saint-Gervais dans la peinture et la sculpture
- Victor Baltard : vue des Prés Saint-Gervais près de Paris.
- Charles Blondel, Regard de la Prise des Eaux au Pré-Saint-Gervais, aquarelle et mine de plomb sur carton, 1898, Musée du Domaine départemental de Sceaux[67] ;
- Serge Delaveau, Pavillon de Gabrielle d'Estrée au Pré Saint-Gervais, Musée du Domaine départemental de Sceaux[68].
- Jules Joseph Georges Renard, dit Draner :
  - Les prés Saint-Gervais, opéra-bouffe de Sardou, Gille et Lecoq : Christian (Harpin), aquarelle : en couleur ; 30 x 24 cm, 1874 ;
  - Les prés Saint-Gervais, opéra-bouffe de Sardou, Gille et Lecoq : Dumagny (témoin), aquarelle : en coul. ; 31 x 24 cm, 1874 ;
  - Les prés Saint-Gervais, opéra-bouffe de Sardou, Gille et Lecoq : Coste (témoin), aquarelle : en couleur ; 31 x 24 cm, 1874 ;
  - Les prés Saint-Gervais, opéra-bouffe de Sardou, Gille et Lecoq : costumes, 20 aquarelles de formats divers, 1874[69].
- Alphonse Quizet (1885–1955), artiste peintre, avec son ami et élève Maurice Utrillo ont grandi ensemble dans le maquis de Montmartre. De cette amitié enfantine est née une complicité qui a résonné tout au long de leurs deux existences marquées par la même vocation : la peinture. Alphonse Quizet habitait la villa Félix Faure dans le 19e arrondissement de Paris. Ses promenades l'attirent dans la commune voisine. Là, il croque paysages pittoresques et scènes de la vie quotidienne d'un village paisible. Quatre de ses peintures ornent la salle des mariages de la mairie du Pré-Saint-Gervais.
  - Au Pré-Saint-Gervais, Titre attribué : Intérieur ou Masures au Pré-Saint-Gervais (avant 1928), huile sur toile, 60 x 73 cm , Centre Pompidou[70] ;
  - L'entrée du parc au Pré-Saint-Gervais[71]
  - Intérieur au Pré-Saint-Gervais, 80 x 92 cm, Archives nationales, site de Pierrefitte-sur-Seine[72]
  - Maisons au Pré Saint Gervais, Belleville[73] ;
  - La sente au Pré-Saint-Gervais ;
  - Paysage au Pré-Saint-Gervais : Ensemble de 5 toiles décoratives pour la salle des mariages de la mairie du Pré-Saint-Gervais, Huile sur toile, 197 x 130 cm, Centre national des arts plastiques, En dépôt depuis le 13/01/1943 : Mairie du Pré-Saint-Gervais (Le Pré-Saint-Gervais) ;
  - Paysage, route au Pré-Saint-Gervais, 122 x 103 cm, Archives nationales, site de Pierrefitte-sur-Seine[74] ;
  - La porte de Pré-St.-Gervais, huile sur toile, 60 x 73 cm[75],
  - Le Pré-Saint-Gervais, huile sur carton, 57 x 97 cm, Musée de Grenoble[76];
  - Le Pré-Saint-Gervais[77] ;
  - Le Pré-Saint-Gervais, lavis d'encre de chine sur papier, Musée du Domaine départemental de Sceaux[78] ;
  - Pré-Saint-Gervais, 1955[79];
  - Pré-Saint-Gervais[80] ;
  - Roulottes au Pré-Saint-Gervais ;
  - Vieilles maisons au Pré-Saint-Gervais, Musée du Domaine départemental de Sceaux[81] ;
  - Vieille masure au Pré-Saint-Gervais[82].
  - Vieille rue au Pré-Saint-Gervais, peinture sur isorel, 19 x 24 cm ;
- Ernest-Marie Herscher, Au Pré-Saint-Gervais, eau forte, 30 x 45 cm[83] ;
- Charles André Igounet-de-Villiers[réf. nécessaire]
  - Vue des fortifications du Pré-Saint-Gervais ;
  - Sur les fortifs, Le Pré-Saint-Gervais, 1910 ;
- Xavier Leprince, Au village du Pré-Saint-Gervais, Musée du Louvre[84]
- Jean-Robert Ithier, Vieille maison du Pré Saint Gervais, vers 1951, Musée du Domaine départemental de Sceaux[85]
- Jaguet, Promenade au Pré-Saint-Gervais, 1800[86].
- Frédéric Jousset, Neige au Pré-Saint-Gervais ;
- Pierre Langlumé, Vue de l'entrée du village des Prés Saint-Gervais, vers 1822, Musée du Domaine départemental de Sceaux[87] ;
- Auguste Lepère :
  - Le Prés-Saint-Gervais (sic), eau-forte.
  - Le ballon qui descend, Dimanche au Prés Saint-Gervais, Paris, 1912, Musée du Domaine départemental de Sceaux[88] ;
- Gaston Prunier, Manifestation pacifiste au Pré-Saint-Gervais en 1913, huile sur carton marouflé, 1913, Centre national et musée Jean-Jaurès de Castres[89].
- Marie-Abraham Rosalbin de Buncey, Moulin de Bagnolet au Pré-Saint-Gervais, dessin, 2e moitié du XIXe siècle, Musée du Domaine Départemental de Sceaux[90]
- Daniel Vacher, La rue des Lilas au Pré-St-Gervais, peinture, 1956, Musée du Domaine Départemental de Sceaux[91].
- Gabriel de Saint-Aubin, La Fontaine Saint-Pierre au Pré-Saint-Gervais, dessin, 1776, département des arts graphiques du musée du Louvre[92].
- Jaget, Paul-André Basset, Promenade au Pré Saint-Gervais[réf. nécessaire] ;

#### Le Pré-Saint-Gervais dans la musique et la chanson
- Paul Blétry, Les Prés-Saint-Gervais : gavotte pour violon et piano, Paris, Léon Langlois, 1893, 5 pages[93].
- Victorien Sardou, Les Prés Saint-Gervais, comédie en 2 actes mêlées de couplets, Michel Lévy 1862[94].
- Lesram, de son vrai nom Marcel Valty, est un rappeur français originaire du Pré-Saint-Gervais. Actif depuis le début des années 2010

#### Le Pré-Saint-Gervais au cinéma
Films tournés au Pré-Saint-Gervais :
- 1991 : Toujours seuls de Gérard Mordillat ;
- 2008 : La Vie ailleurs de David Teboul ;
- 2012 : Camille redouble de Noémie Lvovsky ;
- 2013 : Cheba Louisa de Françoise Charpiat ;

#### Le Pré-Saint-Gervais en photographies
- Willy Ronis, Constructions neuves, Le Pré-Saint-Gervais (Seine), 1959[95]
- Willy Ronis, Les anciennes fortifications, Le Pré-Saint-Gervais (Seine), 1948-1950 ; [Sous la neige][96].
- Willy Ronis, Les anciennes fortifications, Le Pré-Saint-Gervais (Seine), aux alentours de 1953[97].

#### Street art, peintures murales et sculpture au Pré-Saint-Gervais
On peut les voir[réf. nécessaire] :
- Rue Chardanne.
- Monument aux morts, rue Émile-Zola.
- Mairie du Pré-Saint-Gervais.

### Patrimoine culturel
- La Bibliothèque intercommunale François-Mitterrand fait partie du réseau des 12 bibliothèques d'Est Ensemble.
- Les archives de la commune.
- Depuis janvier 2014, les archives de la Préfecture de police de Paris
- La Salle Jacques Prévert (salle de spectacle).
- La Compagnie Mystère Bouffe.
- Conservatoire de musique et de danse du Pré-Saint-Gervais.
- La P'tite Criée (espace d’exposition et de spectacle).
- Ludothèque en plein air.
- Le cyberespace Prost.

### Personnalités liées à la commune

#### Avant leXXesiècle
- Jean-Jacques Rousseau (1712-1778) et Bernardin de Saint-Pierre (1737-1814), écrivains, s'y rendaient souvent.
- Louis Wagner (1882-1960), pilote automobile et d'avion français, premier pilote automobile français à gagner le Grand Prix automobile des États-Unis de 1908, y est né.
- Antoine Fournier (1754-1847), homme politique français, y est mort.
- Joseph-Paulin Madier de Montjau (1785-1865), avocat, magistrat homme politique français, y est mort.
- Germain Girard, dit Gaston Villemer (1842-1892), parolier français connu pour avoir été en 1871 le parolier de la chanson Alsace et Lorraine, y est inhumé depuis 1897.

#### LeXXesiècleet après

##### Les militants syndicaux et politiques
- Nicolas Lazarévitch[98], (1895-1975) ouvrier électricien, ouvrier du bâtiment puis correcteur d’imprimerie, militant libertaire, syndicaliste-révolutionnaire et anarcho-syndicaliste d’origine russe, y a vécu.
- Anna Henriette Estorges dite Rirette Maîtrejean[99] (1887-1968), anarchiste individualiste libertaire française, y a habité dans les années 1930.
- Lucienne Noublanche[100],Militante socialiste ;
- Henri Sellier[101] (1883-1943), homme politique français. sénateur de la Seine et ministre de la Santé durant le Front populaire, initiateur de la Cité-jardin du Pré.

##### Les militaires
- Maurice Rousselle (1895-1926), as de l'aviation de la Première Guerre mondiale, y est né et y est enterré.

##### Les chercheurs
- Yassine Bouzrou (1979- ), avocat pénaliste français, y a été scolarisé.
- Henri Maler (1946- ), enseignant et militant politique français, y réside.
- Jean-Claude Chamboredon (1938-2020), sociologue français, y est décédé.
- Joël Magny (1946-2017), historien du cinéma et critique français, y est décédé.

##### Les artistes et écrivains
- Marcel André (1885-1974), acteur français, y est inhumé.
- Alfredo Meschi, dit Freddy Bario (1922-1988), clown, y est inhumé.
- Louis Bertignac (1954- ), chanteur français, y a résidé.
- Laeticia Casta (1978- ) , actrice française et mannequin, y a résidé.
- Vincent Cespedes (1973- ), philosophe, y passe une partie de son enfance.
- René Chateau (1939- ), y passe une partie de son enfance.
- Philippe Decouflé (1961- ), danseur et chorégraphe français de danse contemporaine, y réside.
- Lisbeth Delisle (1935- ), sculptrice, y réside.
- Jean Galfione (1971- ), acteur, présentateur, sportif de haut niveau au saut à la perche, et médaillé olympique y a résidé (source:www.societe.com).
- François Hadji-Lazaro, musicien français, parolier, chanteur, guitariste et cofondateur du groupe de rock français Téléphone, y réside depuis environ 1995.
- Jacques Higelin (1940-2018) auteur-compositeur-interprète et comédien français, y résidait, et sa fille Izïa Higelin (1990- ), elle aussi chanteuse, y a été scolarisée.
- Kaori Ito (1979- ), artiste japonaise vivant en France, chorégraphe et danseuse, qui investit également le champ du théâtre, du dessin et de la vidéo, y réside.
- Daniel Karlin (1941- ), réalisateur et documentariste de télévision français, y réside.
- Alexandra Lamy (1971- ), actrice, y a résidé.
- Céleste Mogador (1824-1909), prostituée, galante, courtisane, comédienne, danseuse, est inhumée au Pré-Saint-Gervais.
- Bernard Moninot (1949- ), professeur à l'École des Beaux-Arts de Nantes en 1994 et actuellement professeur à l'École nationale supérieure des beaux-arts de Paris, y réside.
- Michel Muller (1935-2018), acteur, scénariste, humoriste et parolier français, y résidait.
- Claire Nebout (1964- ) actrice et ancienne danseuse française, y réside.
- Gianpaolo Pagni (1969- ), artiste d’origine italienne qui y travaille.
- Pierre-Casimir Le Bras, dit Gustave Parking (1955- ), humoriste français, y a résidé.
- Hervé Péjaudier (1953- ), écrivain et président de l'entreprise, Le Lit National.
- Henri Peña-Ruiz (1947- ), philosophe et écrivain français, y est né.
- Pierre et Gilles (Pierre Commoy, né en 1950 et Gilles Blanchard, né en 1953), photographes et peintres, y résident.
- Gaston Prunier (1863-1927), peintre et graveur post-impressionniste français, a peint la Manifestation pacifiste du Pré-Saint-Gervais (dimanche 25 mai 1913[102]
- Françoise Quardon (1961- ), artiste plasticienne, vit et travaille au Pré-Saint-Gervais.
- Alphonse Quizet (1889-1955), artiste plasticien, a consacré plusieurs œuvres à la ville. Quatre d'entre elles sont exposées en permanence à l'hôtel de ville.
- André Reybaz (1922-1989), acteur et metteur en scène de théâtre français, y est mort.
- Madeleine Yvonne Svoboda, dite Madeleine Robinson (1917-2004), actrice franco-tchèque naturalisée suisse, y passe une partie de son enfance.
- Eugène Stuber (1887-1959), acteur français, y est mort.
- Frédéric Taddeï, journaliste, animateur de télévision et de radio français[103], y réside.
- René Tanalias (1989-1985), architecte français, y est né.
- Jean-Pascal Zadi (1980- ), réalisateur, acteur, producteur de cinéma et rappeur français, y réside.
- Le Groupe du Pré-Saint-Gervais, groupe de plasticiens à caractère privé qui s'est donné pour règle de s'instruire de tout ce qui concerne la peinture d'art comprenant les auteurs connus, et leurs œuvres et de s'essayer à imiter leurs styles de peinture sans toutefois les copier, comprend notamment Béatrice Appia (1899-1998), Christian Caillard (1899-1985), Eugène Dabit (1898-1936), Georges-André Klein (1901-1992) et Maurice Loutreuil (1885-1925).
- Lesram, rappeur français, est originaire du Pré-Saint-Gervais.

##### Les autres personnalités
Armand Bédarride (1864-1935), avocat et franc-maçon français, y est né.

### Héraldique, logotype et devise
| Blason de Le Pré-Saint-Gervais | Blason  | De sinople aux cinq fasces ondées abaissées d'argent surmontées d'un rencontre de bélier du même. Devise / CriPré je fus, Ville je suis. |
| Blason de Le Pré-Saint-Gervais | Détails | Le fond vert rappelle les prés où étaient parqués les moutons, principale ressource du village. Les ondes d'argent représentent les ruisseaux qui alimentaient les cinq fontaines construites initialement dans la commune. Le statut officiel du blason reste à déterminer. |

## Pour approfondir

#### Monographies
- Fernand Bournon, Le Pré-Saint-Gervais : notice historique et renseignements administratifs, Montévrain, Imprimerie de l'école d'Alembert, coll. « État des communes à la fin du XIXe siècle », 1903, 122 p. (lire en ligne), sur Gallica.

- Aleth Riandey, Monographie d'une ville de banlieue au XIXe siècle : Le Pré-Saint-Gervais, 1988, Maîtrise de l'université de Paris X-Nanterre (Dir. Vigier), 126 p.
- Valérie Perlès (dir.) et Christine Misselyn, Le Pré, entre Paris et banlieue : histoire(s) du Pré-Saint-Gervais, Paris, Créaphis, 2005, 239 p. (ISBN 2-913610-54-4, OCLC 60824539).
- Christine Misselyn, Marie-Claire Quin-de Stoppani, Le Pré Saint-Gervais : Chroniques citoyennes (1904-2004), Milan, Silvana Editoriale, 2014, 284 p. (ISBN 978-88-366-2514-7 (édité erroné), présentation en ligne).

#### Revues
- Le Pré-Saint-Gervais (Seine-Saint-Denis), Prévoir : magazine d'informations municipales / Le Pré-Saint-Gervais, Le Pré-Saint-Gervais : Mairie ; Paris : Les Ed. municipales.

#### Ouvrages touristiques historiques et contemporains
- Jacques-Antoine Dulaure, Nouvelle description des environs de Paris, contenant les détails historiques & descriptifs des maisons royales, des villes, bourgs, villages, châteaux, etc. remarquables par des usages ou des évènemens singuliers, & par des beautés de la nature et des arts ; Dédié au Roi de Suède, t. 2, Paris, Lejeay, 1786, 310 p., p. 190-191.
- Dictionnaire universel, géographique, statistique, historique et politique de la France : contenant sa description, sa population, sa minéralogie, son hydrographie, son commerce, ses produits naturels et industriels ; une généalogie de tous ceux qui l'ont gouvernée depuis plus de quatre cents ans avant Jésus-Christ jusqu'à ce jour, avec les principaux événements qui se sont passés sous les différents règnes et gouvernements ; les coutumes, les institutions civiles, militaires et ecclésiastiques ; des tableaux comparatifs de la France monarchique avec la France en république ; tous les grands hommes célèbres ou fameux depuis plusieurs siècles, avec une notice des ouvrages qu'ils ont publiés ; les sièges, les batailles, le lieu où elles se sont données, le nom des généraux qui y ont commandé ; l'Histoire de tous les pays conquis et réunis à la France ; la Constitution française, le Sénatus-Consulte organique de la Constitution, le Sénatus-Consulte qui nomme Napoléon Bonaparte empereur des Français ; toutes les institutions sous ce dernier gouvernement ; les Traités de paix conclus jusqu'à ce jour avec toutes les puissances étrangères ; un dictionnaire des colonies : avec une carte générale, etc. t. 4e, Paris, chez l’imprimeur Baudouin et le libraire Laporte, 1804, p. 235.
- Pierre Piétresson de Saint-Aubin, Dictionnaire de tous les environs de Paris, 1816, 649 p., p. 513-516.
- Jacques-Antoine Dulaure, Nouvelle description des environs de Paris, contenant les détails historiques & descriptifs des maisons royales, des villes, bourgs, villages, châteaux, etc. remarquables par des usages ou des évènemens singuliers, & par des beautés de la nature et des arts ; Dédié au Roi de Suède, t. 2, Paris, Lejeay, 1786, 310 p., p. 190-191.
- Pierre-Joseph-Spiridion Dufey, Nouveau dictionnaire historique des environs de Paris, Paris, Charles Perrotin, 1825, 384 p., p. 164-165.
- Les Environs de Paris, paysage, histoire, monuments, mœurs, chroniques et traditions, sous la direction de Charles Nodier et Louis Lurine, illustré de 200 dessins (1844) Texte en ligne, p. 201-206.
- Le patrimoine des Communes de la Seine-saint-Denis, Flohic éditions, 1994,  (ISBN 2-908958-77-5)

#### Autres ouvrages
- Laurent Pierre Bérenger, La Morale en exemples, ou Élite d'anecdotes anciennes et modernes, de préceptes et de discours propres à former la jeunesse, 3 volumes, 1801, volume 1, p. 161.
- Georges Cuvier & Alexandre Brogniart, Essai sur la géographie minéralogique des environs de Paris : avec une carte géognostique et des coupes de terrains 1811.
- Raymond-Albert Amelon [thèse], Construction de la] Propriété de M. D..., villa des Lions, Pré Saint-Gervais (Seine), 1938.
- Samuel Degasne [Thèse], Le projet de jardin partagé en pied d'immeuble de logements sociaux: quelle mise en oeuvre adopter pour une inscription qualitative du jardin sur le patrimoine non bâti des bailleurs sociaux ?
- EPT Est Ensemble, Diagnostic historique, patrimonial et paysager d'Est Ensemble, Révision allégée du PLUi, 2023, https://www.est-ensemble.fr/PLUI-Patrimoine

#### Sur les cités-jardins
- (en) Ebenezer Howard, To-Morrow, A peaceful Path to real Reform (Demain, une voie pacifique vers la réforme sociale), Routeledge, Londres, New York, 2003, 220 p. (1re édition 1898).
- (en) Ebenezer Howard, Cités-jardins de demain (en), Londres, S. Sonnenschein & Co, 1902, 2e éd., 168 p. (lire en ligne )édition française : éd. Sens & Tonka, 1998
- Georges Benoit-Lévy (préf. Charles Gide), La Cité-jardin, Paris, H. Jouve, 1904, 287 p. (SUDOC 046380558, lire en ligne) [Sommaire de l'édition de 1910]
- Georges Benoit-Lévy, « La Cité-jardin », Gazette des Beaux-Arts,‎ février 1910, p. 157-168 (lire en ligne, consulté le 13 juillet 2022).

- Ginette Baty-Tornikian (dir.), Cités-jardins : Genèse et actualité d'une utopie, Coédition Recherches éditions / IPRAUS, coll. « Les Cahiers de l'Ipraus », 2001, 157 p. (ISBN 2-86222-037-X, présentation en ligne).

- Jean-François Champeaux et Nicolas Champeaux (préf. Roland Castro), Les cités-jardins : Un modèle pour demain, Paris, Sang de la Terre-Medial, coll. « écologie urbaine », 2007, 160 p. (ISBN 978-2-86985-175-7, présentation en ligne).

- Benoît Pouvreau, Marc Couronne, Marie-Francoise Laborde et Guillaume Gaudry, Les cités-jardins de la banlieue du nord-est parisien, Paris, Le Moniteurr, 2007, 141 p. (ISBN 9782281193312, présentation en ligne).

- Benoît Pouvreau, La cité-jardin du Pré Saint-Gervais : Une cité moderne à flanc des coteaux du Pré Saint-Gervais, de pantin et des Lilas, Bobigny, Conseil général de la Seine-Saint-Denis, coll. « Patrimoine en Seine-Saint-Denis / 35 », 2009, 12 p. (lire en ligne [PDF]).
- Hubert Lempereur, Félix Dumail : Architecte de la "cité-jardins", Paris, Éditions du patrimoine, coll. « Carnets d'architectes », 2014, 192 p. (ISBN 978-2-7577-0340-3, présentation en ligne).

- Service Patrimoines et Inventaire de la Région Île-de-France (dir.), Les cités-jardins d’Île-de-France : une certaine idée du bonheur, Lyon, Éditions Lieux-Dits, coll. « Patrimoines d’Île-de-France », 2018, 224 p. (ISBN 9782362191671, présentation en ligne).

#### Sur les fortifications
- Charvet Marie, Les fortifications de Paris : De l'hygiénisme à l'urbanisme, 1880-1919, Rennes, Presses Universitaires de Rennes, Histoire, 2005.
- Cohen Jean-Louis & Lortie André, Des Forrtifs au périfs : Paris, les seuils de la ville, Paris, Picard/ Pavillon de l'Arsenal, 1991.
- Fernandez-Leveau Madeleine, La zone et les fortifs, Paris, Le Temps des Cerises, 2006.
- Fourcaud Annie (direction) & Bourillon Florence (direction), Agrandir Paris 1860-1970, Publication de la Sorbonne, Comité d'histoire de la ville de Paris, 2012.
- Gagneux Renaud, Prouvosta Denis, Sur les traces des enceintes de Paris : promenades au long des murs disparus, Paris, éditions Parigramme, 2004.
- Moch François-Gilles, « « Les Fortifs » » dans Bulletin de l'association archéologique de l'histoire du XXe arrondissement de Paris, Paris, Union des Artistes et Associations Culturelles du XXe, no 13, 4e trimestre 1998.